# Brenta (pohoří)
Brenta (italsky Dolomiti di Brenta) je vápencové pohoří ležící v Itálii v provincii Trentino. Krajina pohoří Brenta v sobě skrývá nepřístupné skalní stěny, vodopády, horské louky i jezera. Na úpatí masivu se vyskytují významná celoroční turistická centra Andalo a Madonna di Campiglio. Většina území je součástí největšího přírodního parku v provincii Trento, Parco naturale Adamello Brenta. 

## Geografie
Pohoří Brenta je na východě vymezeno tokem řeky Adiže, kde na jihovýchodě leží významné město Trento. Od pohoří Gardských hor odděluje Brentu řeka Sarca, stejně jako na západě od mnohem vyšší skupiny Adamello-Presanella. Řeka Noce tvoří hranici masivu na severu.  

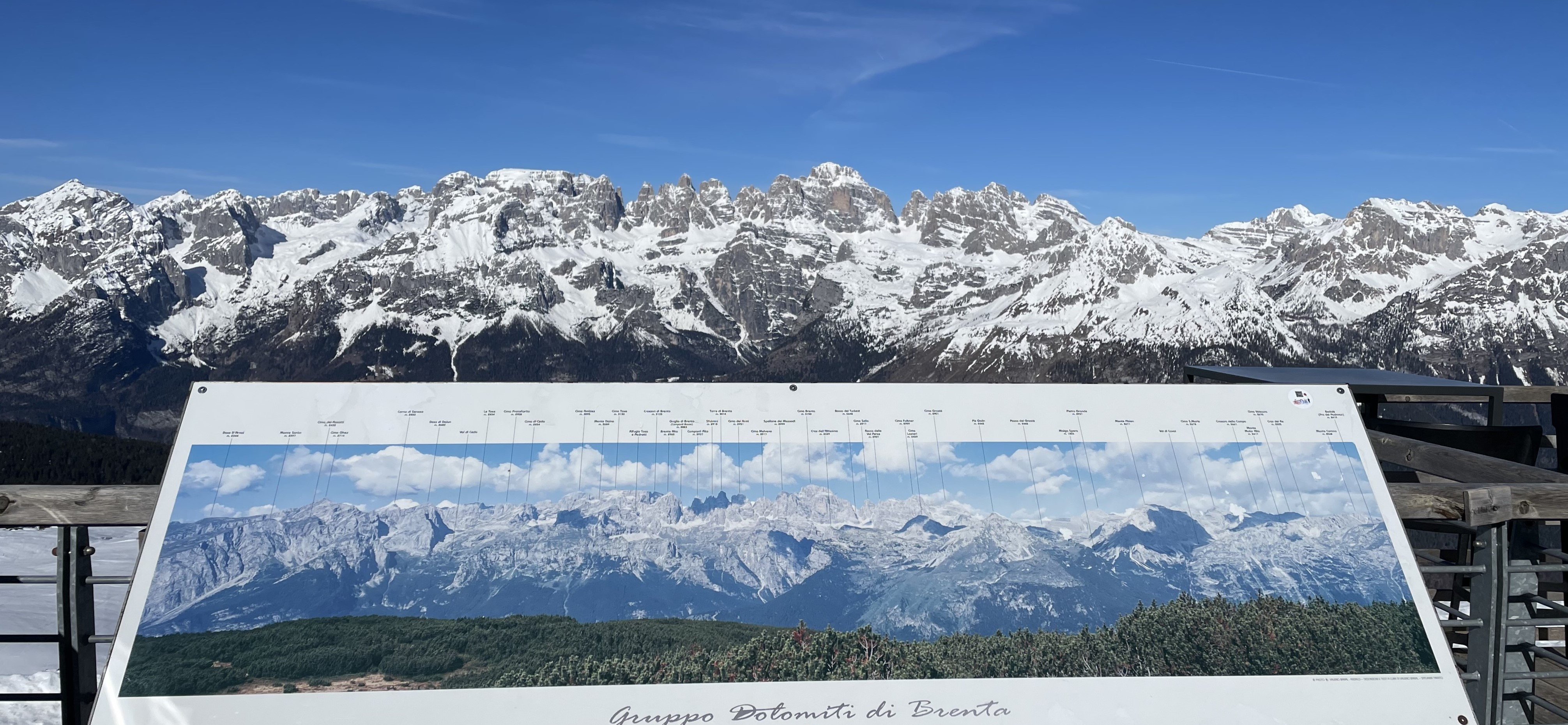
Pohled na centrální masiv Brenta od východu z vrcholu Pagenelly

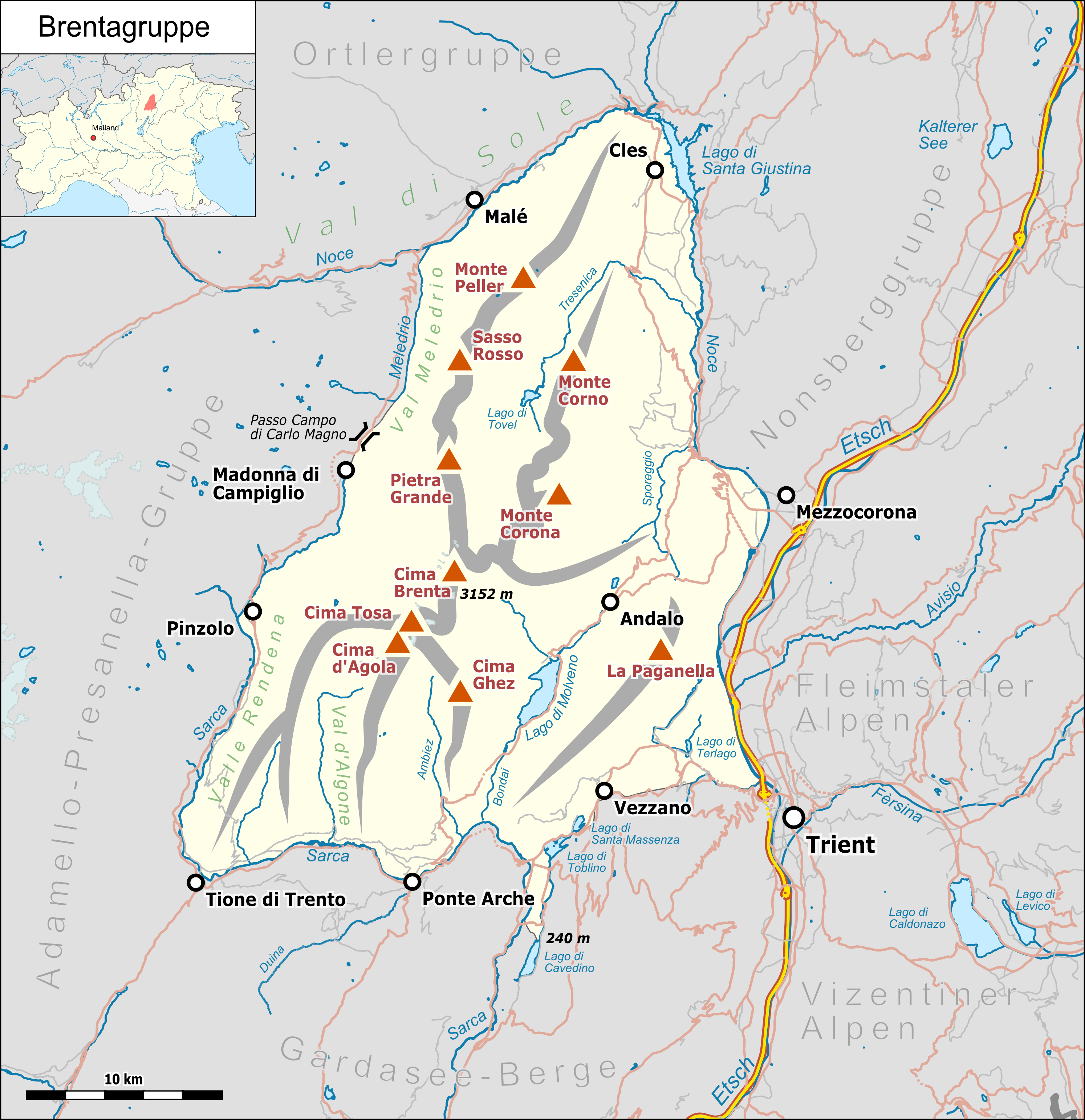
Schéma významných linií pohoří

Pohoří se dělí na dvě hlavní skupiny. Hlavní hřeben je přibližně dlouhý 25 km a táhne se ve směru sever – jih. Skládá se z několika menších podcelků, které prezentují vždy samostatné vrcholy, ale obecně ho lze rozdělit na severní, centrální a jižní. Zde, takřka uprostřed hřebene, také leží nejvyšší vrchol pohoří – Cima Brenta (3 152 m). Druhým významným celkem, který již nemá tak výrazný charakter, je masiv Paganella s nejvyšším vrcholem 2 125 m, probíhající východněji souběžně s hlavním hřbetem. 

## Zařazení v alpském systému
Některé klasifikace plně zahrnují skupinu Brenta mezi Dolomity v přísném smyslu tohoto termínu, třebaže obecně jsou Dolomity ohraničovány na západě údolím Adiže. Italský název Dolomiti di Brenta odpovídá geologické skladbě i výskytu bizarních skalních útvarů Dolomit. Zařazení pohoří Brenta mezi Dolomity zůstává jednou z nejproblematičtějších otázek v alpské klasifikaci, každopádně když byly Dolomity v roce 2009 zařazeny na seznam světového dědictví UNECO, bylo mezi Dolomity zařazeno jako 9.oblast i pohoří Brenta. 

## Topografická problematika
Oteplování podnebí způsobilo drastický úbytek ledovců. Největší význam mělo zmizení ledové čepice hory Cima Tosa, která byla do začátku 21.století označována za nejvyšší vrchol horstva. Po obnažení jejího skalnatého vrcholu a následném přeměření se pak nejvyšším vrcholem stala Cima Brenta. Následovalo přeměření dalších nejvyšších vrcholů metodou LIDAR. Nové přesnější výsledky však nebyly zcela aktualizovány v již vytištěných, často i fundovaných textech, stejně jako v neaktualizovaných webech. Na aktualizaci často čekají i orientační tabule a turistické směrovky.

## Četnost slova Brenta
Ve spojení se zeměpisnými objekty se jméno Brenta vyskytuje velmi často. Zcela mimo pohoří Brenta se nalézá řeka Brenta, tekoucí do Benátské laguny. Samotné pohoří Dolomity Brenta rozděluje na západě údolí Val di Brenta. Na vstupu do údolí Val di Brenta vévodí Crozzon Brenta (obelisk Brenta), údolí stoupá ke skalním útesům Brenta Bassa (Malá Brenta) a Brenta Alta (Vysoká Brenta). Mezi nimi se tyčí štíhlá skalní věž Guglia Brenta (Jehla Brenta) a hned vedle robustní skalní věž Torre di Brenta (Věž Brenta). Nade vším pak ční Cima Brenta. 

## Členění pohoří
Na členění pohoří Brenta na dvě základní skupiny, Centrální pohoří a masiv Paganella, se shodují všechny metodiky. Množství variant však vzniká ohledně rozdělení Centrálního pohoří. Nejobecnější a nejrozšířenější je rozdělení na severní, střední a jižní část.

## Centrální pohoří

### Severní skupina
Severní část vytváří vidlici dvou ramen, mířící severně do údolí Val di Non a vytvářející dlouhé a široké údolí Val di Tovel s jezerem Lago di Tovel. Východní bok severní části vytváří spolu s blokem Paganella údolí Val di Sporeggio. Vodu z údolí Val di Tovel odvádí Torrente Tresenica a z údolí Sporeggio říčka Torrente Sporeggio, obě do řeky Noce. Severní část Brenty tak patří do povodí Adiže. Vrcholy severní části přesahují nadmořskou výšku 2500 metrů a vyjma obří skalní desky Turrion Basso postrádají bizarní rozeklanost, typickou pro ostatní části pohoří.   

V severní části Brenty se nevyskytují velká turistická střediska a oblast poskytuje podmínky především pro pěší turistiku. Rozsáhlé lesy a osamělé louky poskytují útočiště největší populaci medvěda hnědého v celém národním parku.  

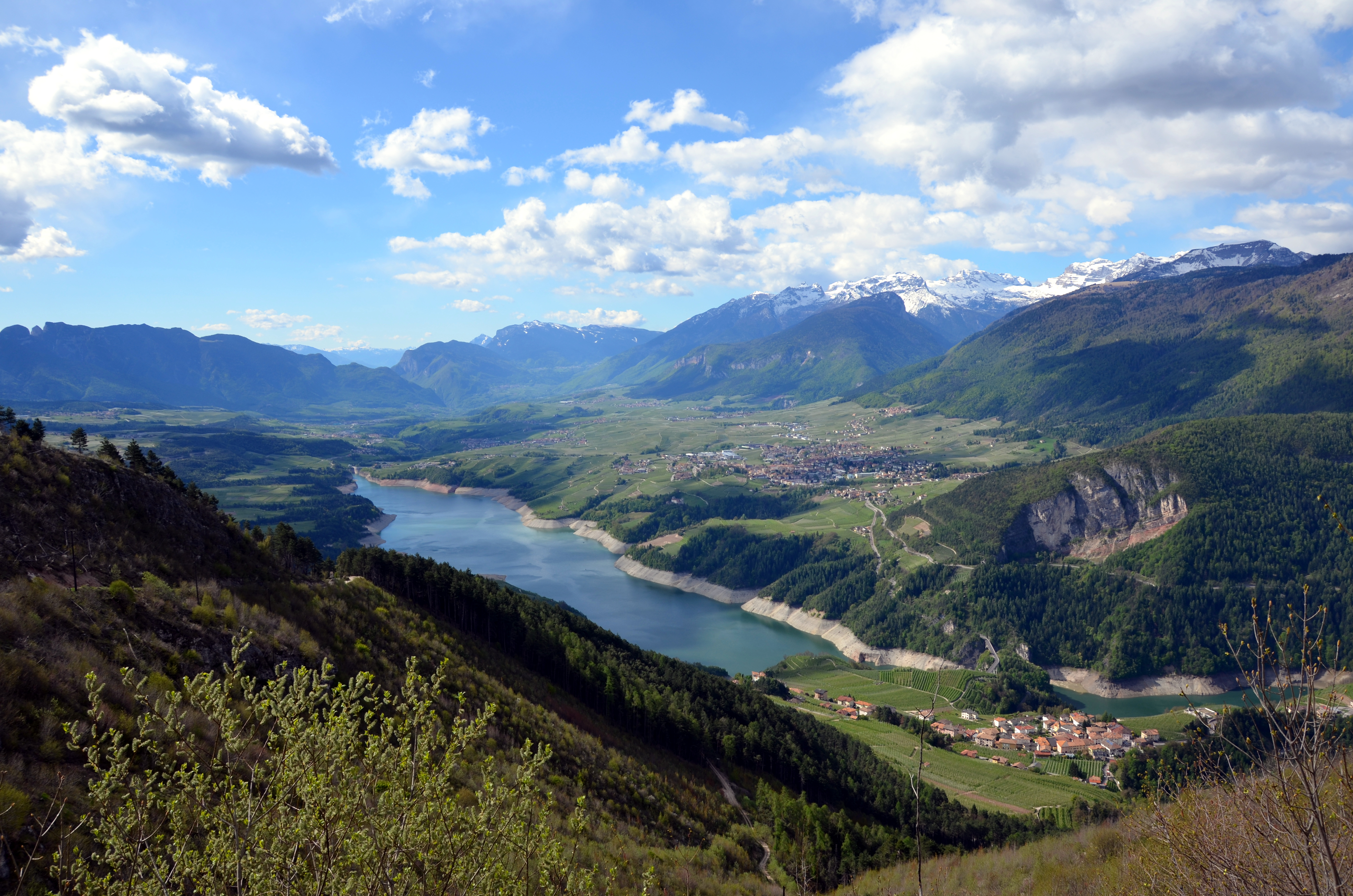
Napravo pohoří Brenta lemuje údolí Val di Non
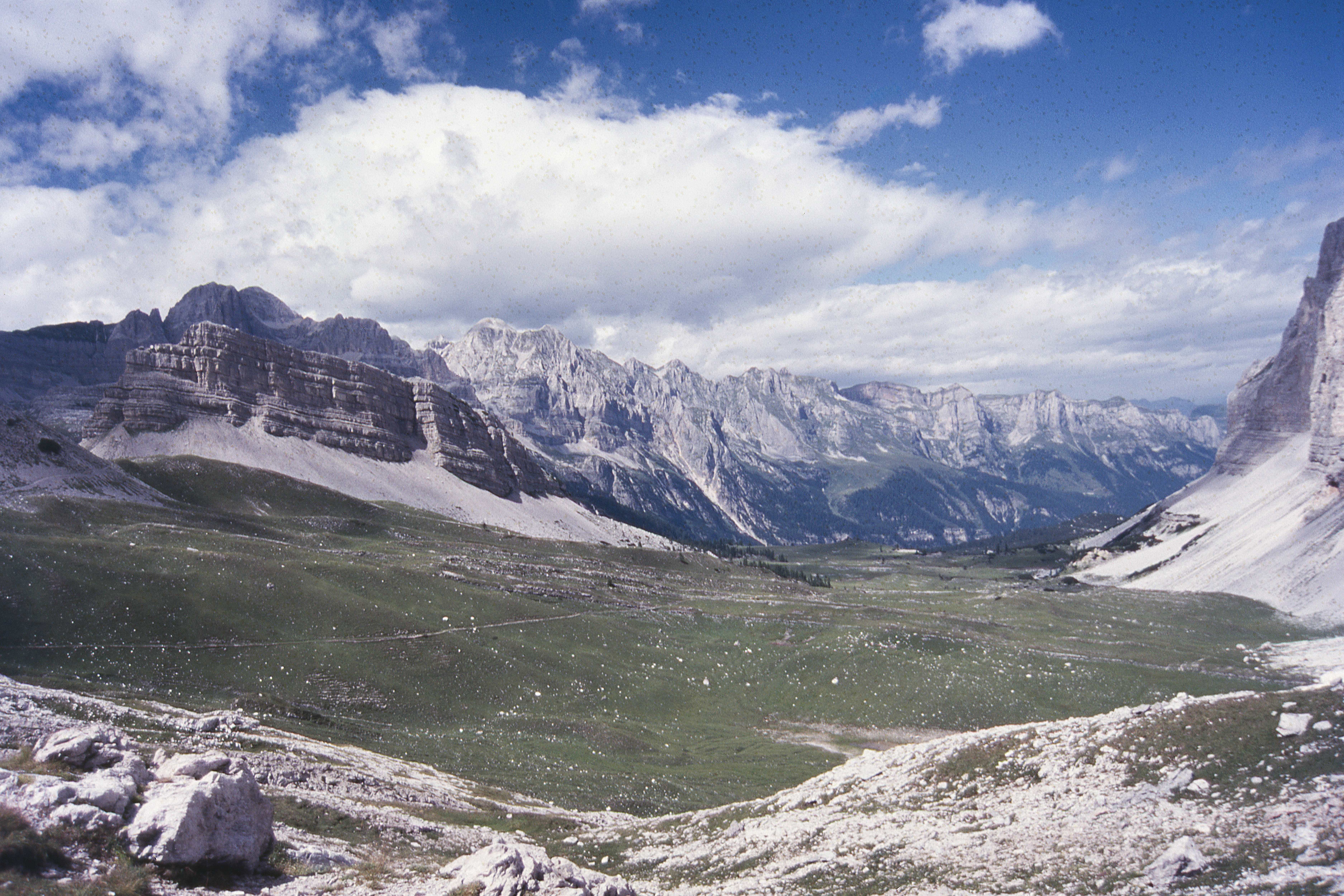
Pohled k severu od sedla Grosté
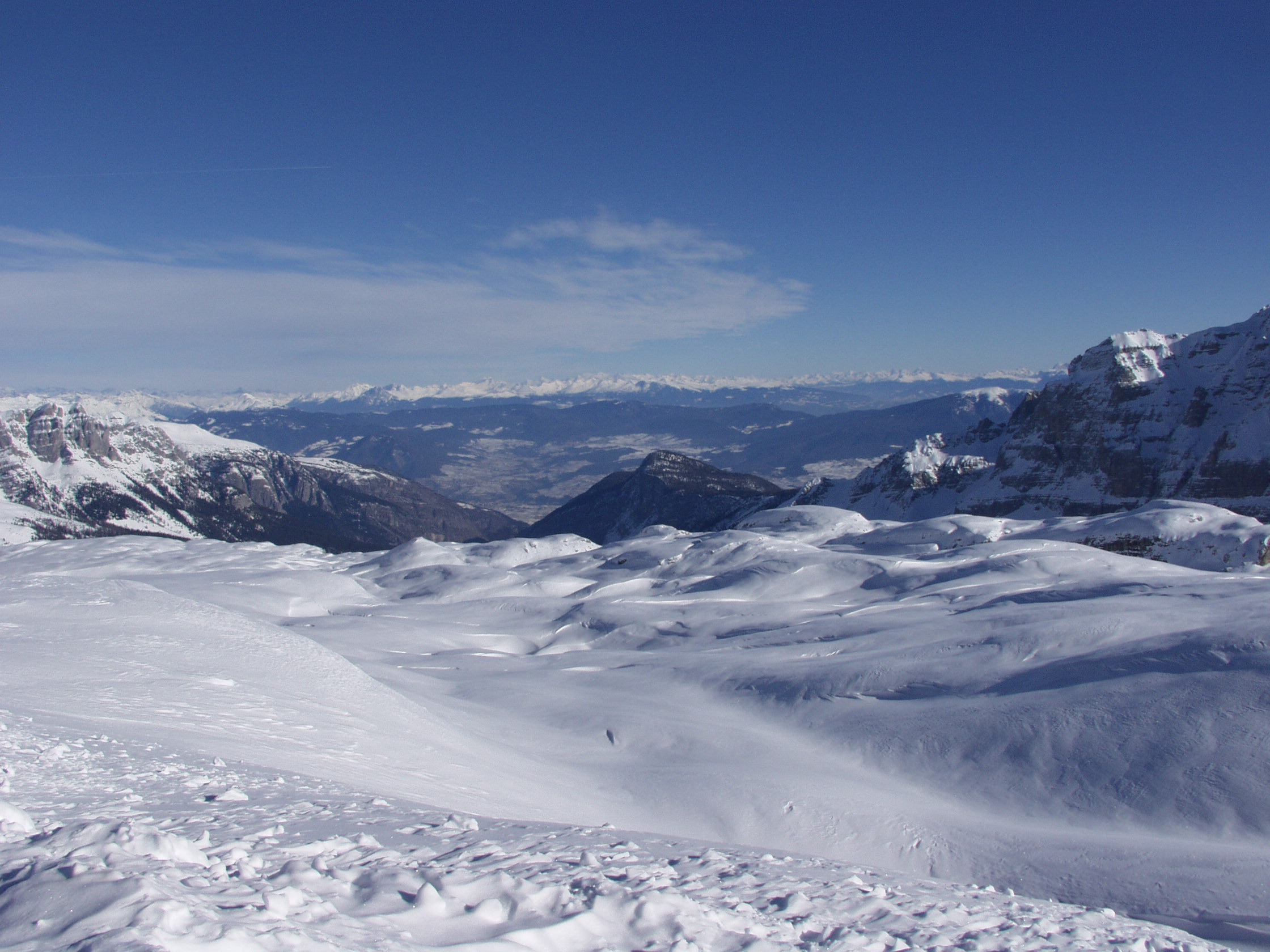
Podobný pohled v zasněžené podobě
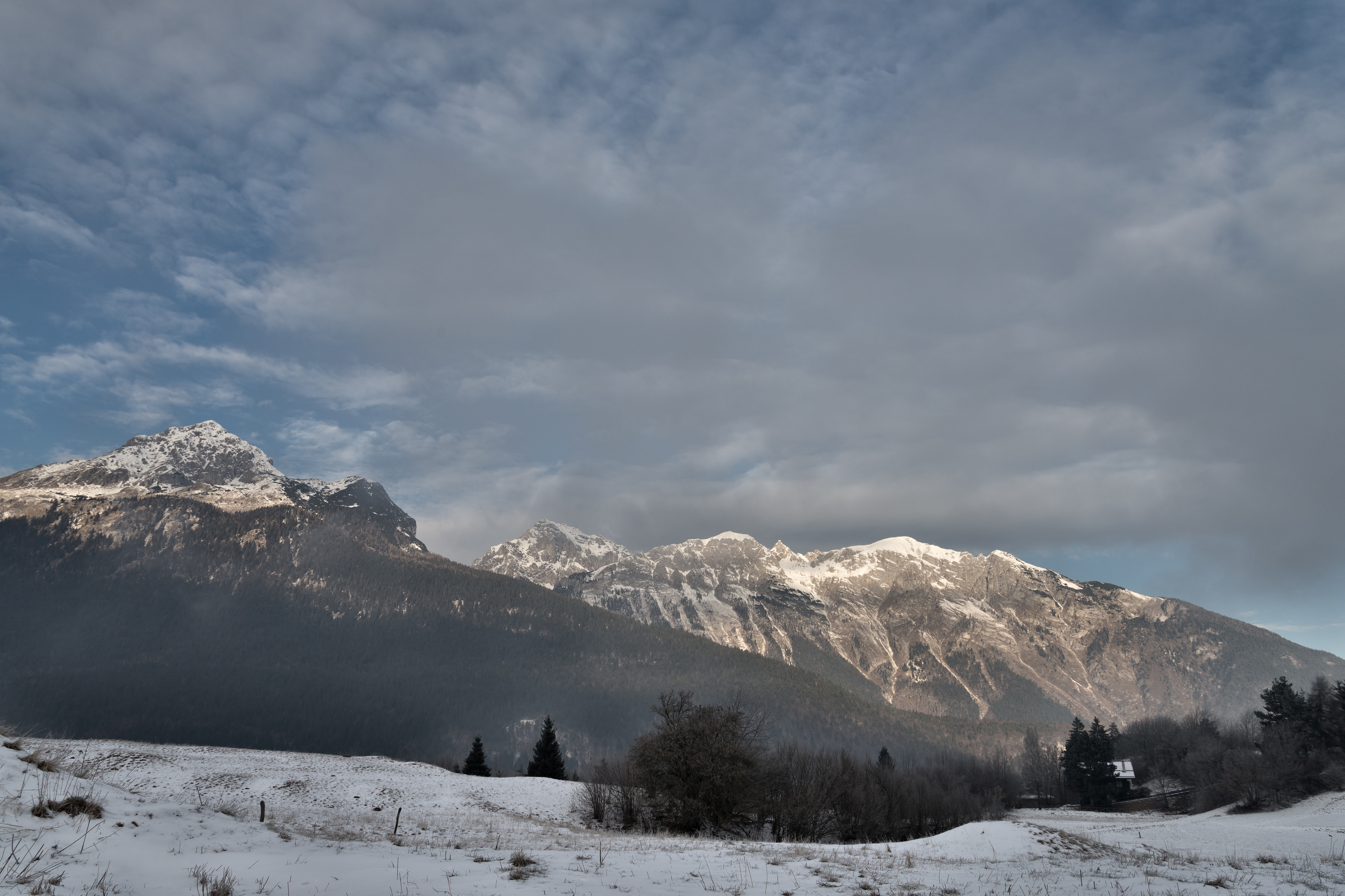
Severní část  pohoří napravo od Piz Galin

### Střední skupina
Uprostřed masivu Brenta se nachází všechny vrcholy, přesahující nadmořskou výšku 3 000 metrů. Horský hřbet na severu uvádí robustní Pietra Grande a na jihu ukončuje Cima Ghez. Nachází se zde bizarní skalní věže a štěrbinové průsmyky, které z této části pohoří dělají nejnavštěvovanější cíle vysokohorské turistiky i extrémního lezení. 

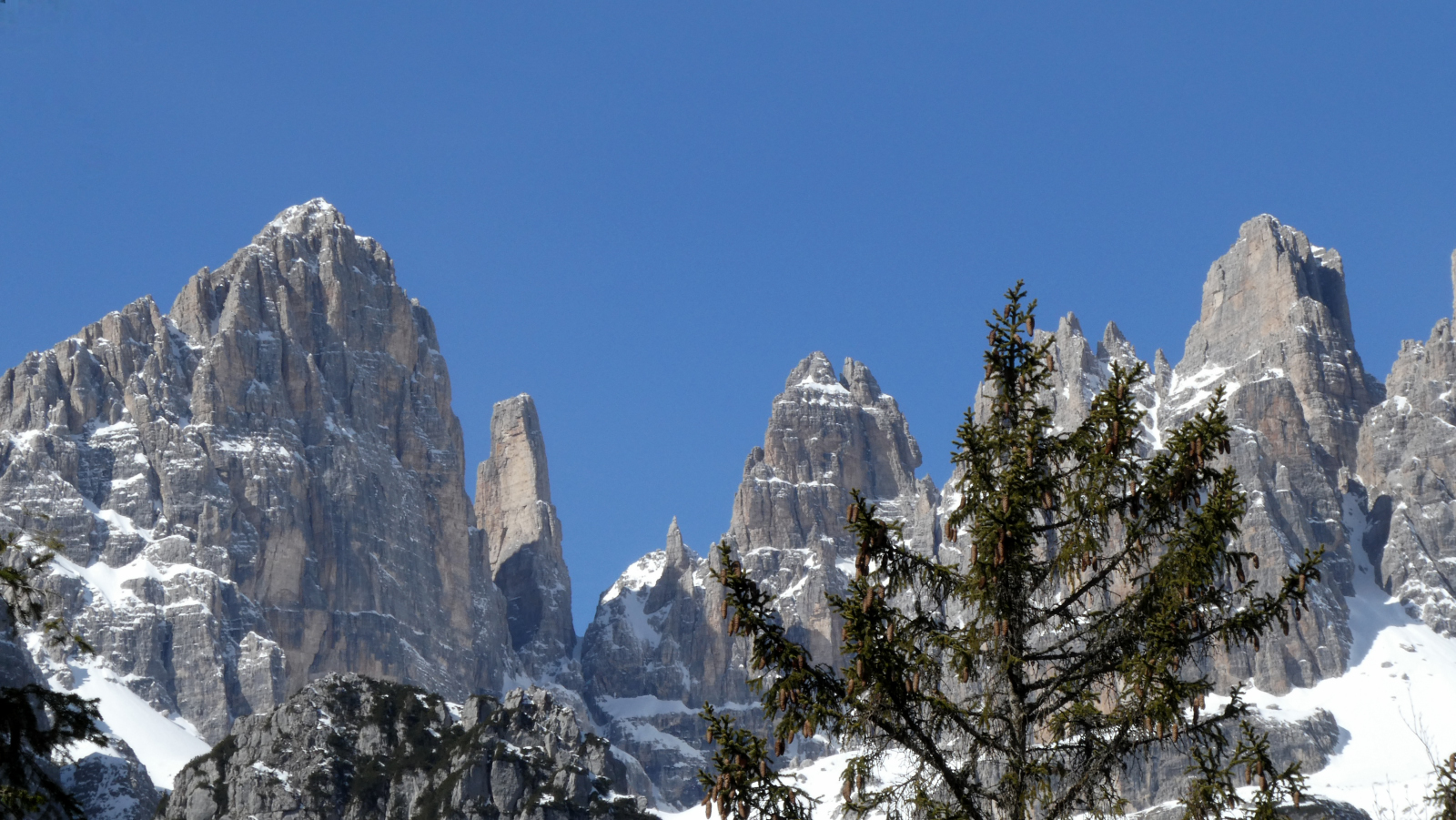
Zleva Brenta Alta, Campanile Basso, Sfulmini, Torre di Brenta
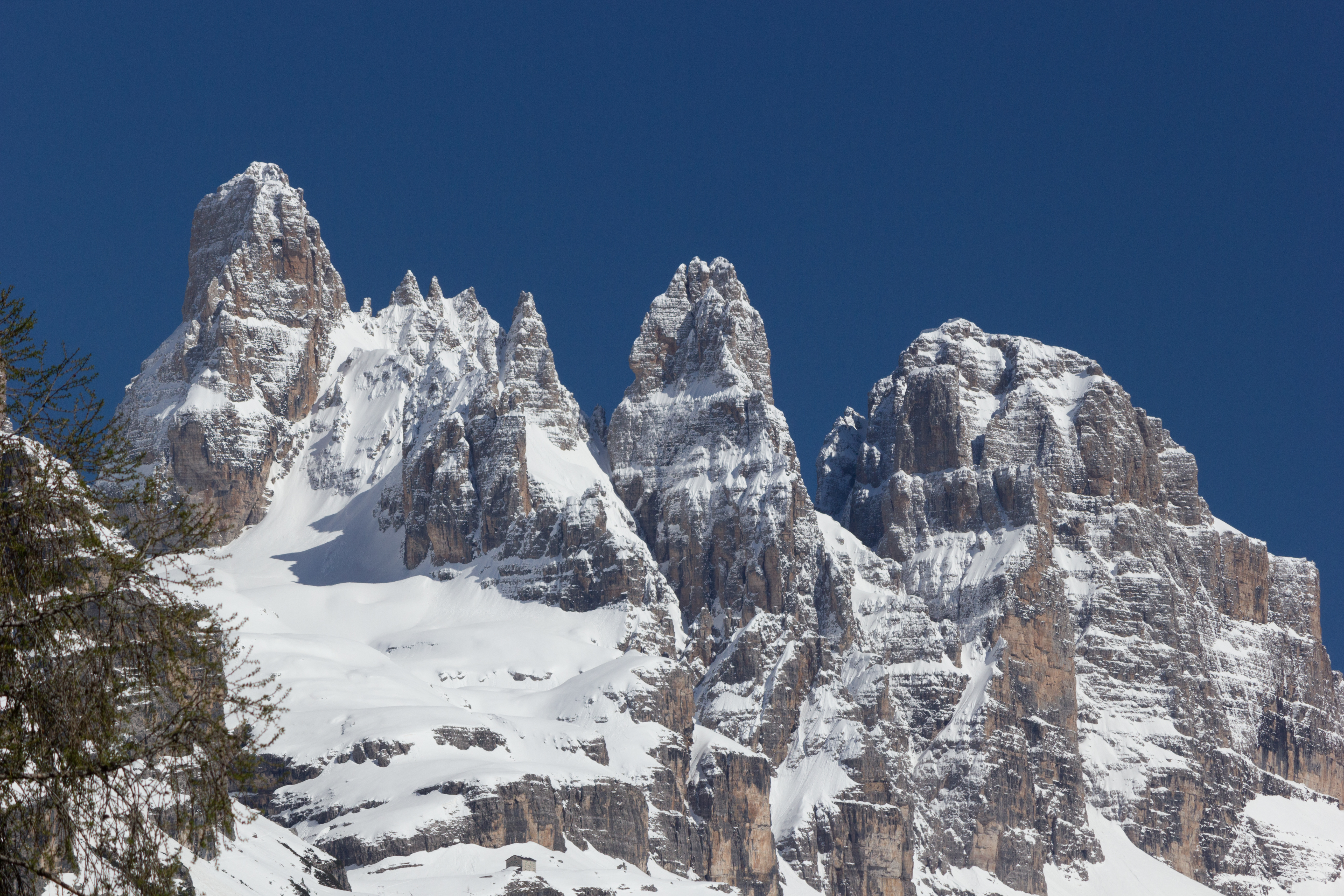
Tytéž skalní útesy z opačné (západní) strany
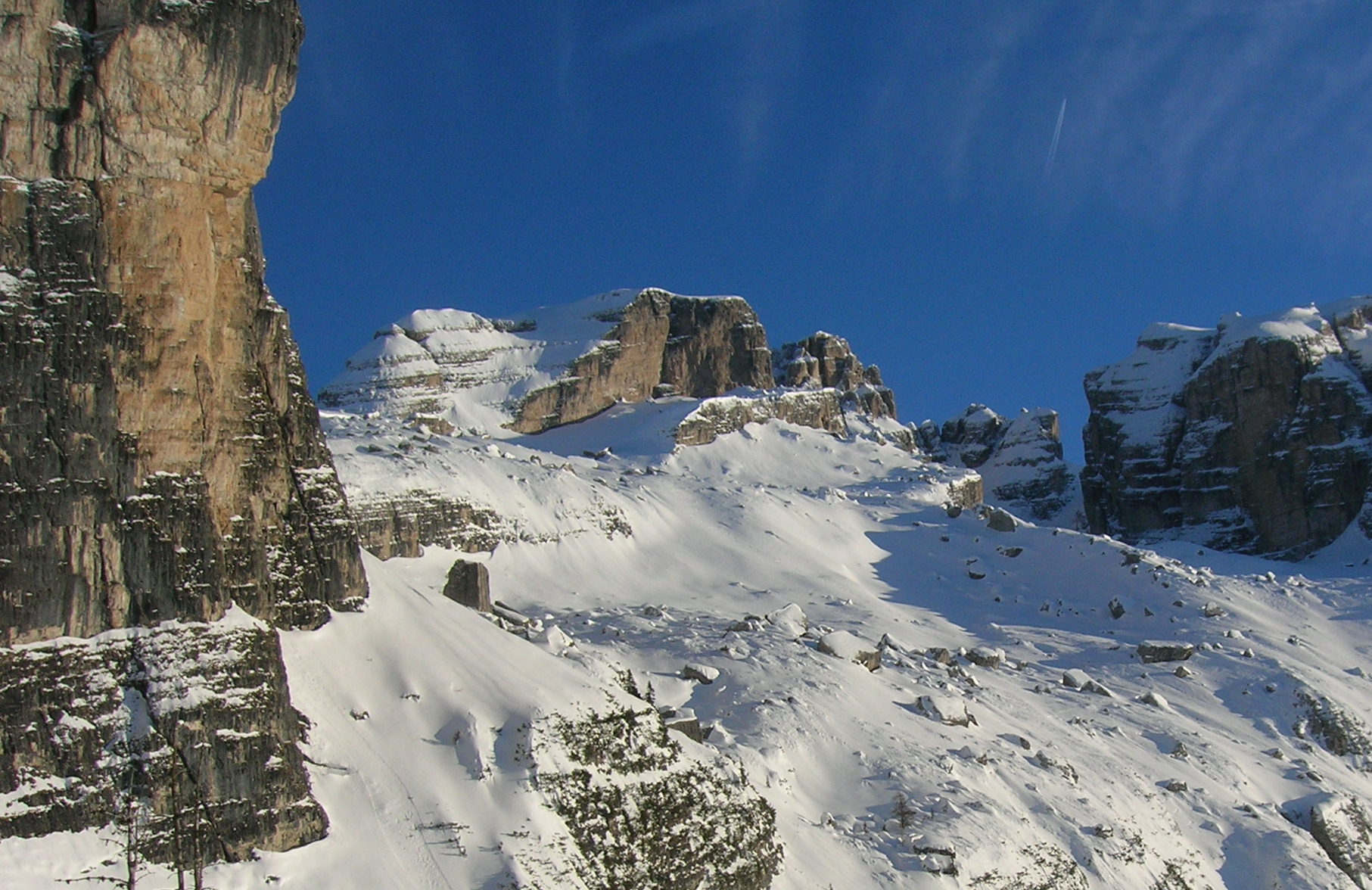
Severní část střední skupiny – Cima Grostè
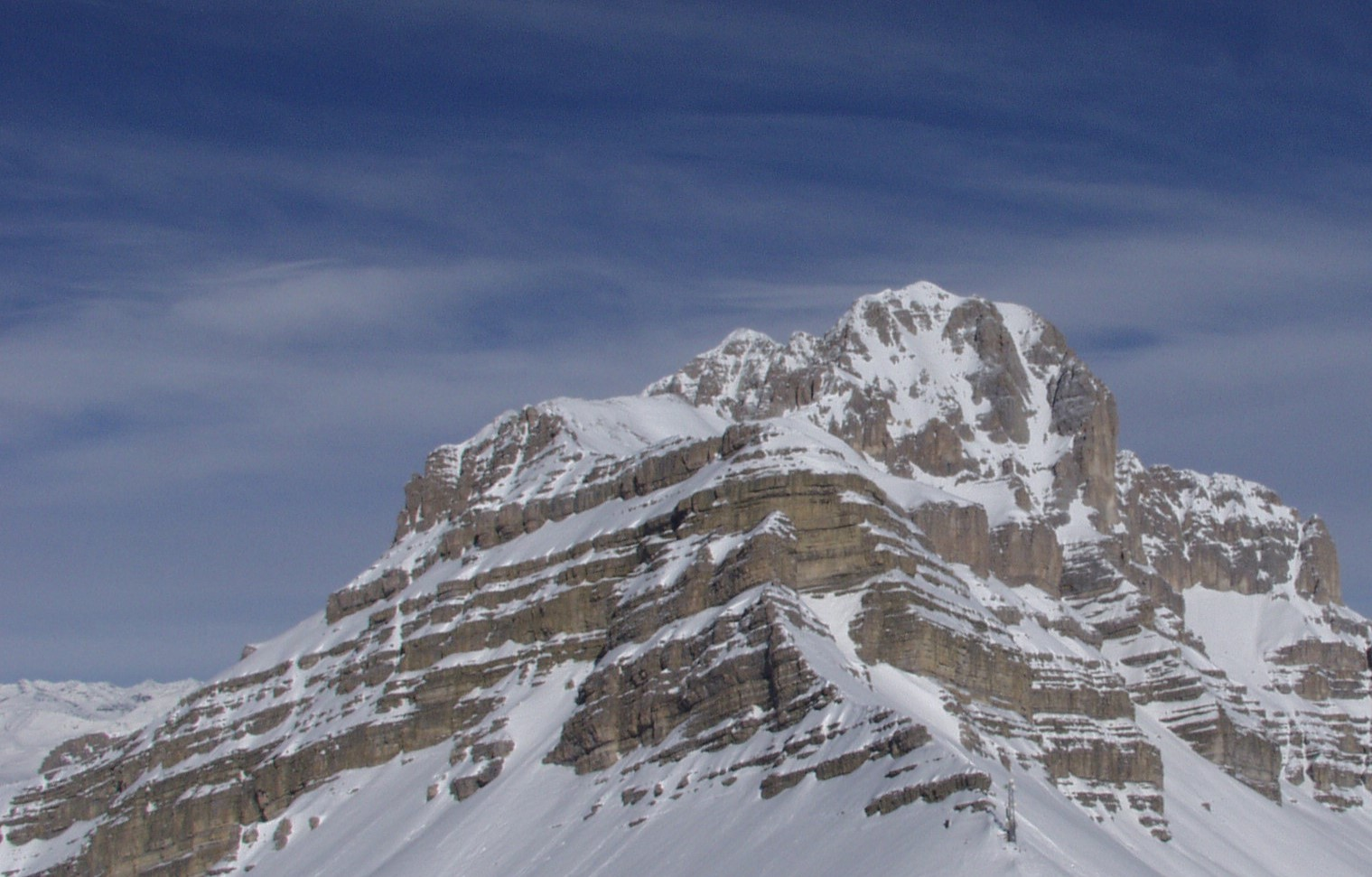
Severní okraj střední skupiny – Pietra Grande

#### Údolí Val di Brenta
Nejvýraznějším údolím střední skupiny pohoří je údolí Val di Brenta, které západní bok zřetelně rozděluje na dvě symetrické části, na oblast s vrcholem Cima Brenta na severu a na jižní blok s vrcholem Cima Tosa. Vstup do údolí uvádí monumentální třítisícový obelisk Crozzon di Brenta, přiléhající k hoře Cima Tosa. Ve středu údolí ční jako patník Cima Margherita, ještě výše se objevuje Brenta Bassa. Údolí pak na hřebení konči v labyrintu nejznámějších a nejbizarnějších skalních věží. Turistický ruch se začal rozvíjet právě na západním boku horstva a údolí Val di Brenta se jako nejatraktivnější scéna pohoří dostalo na obrazy, kresby, fotografie a pohlednice.  

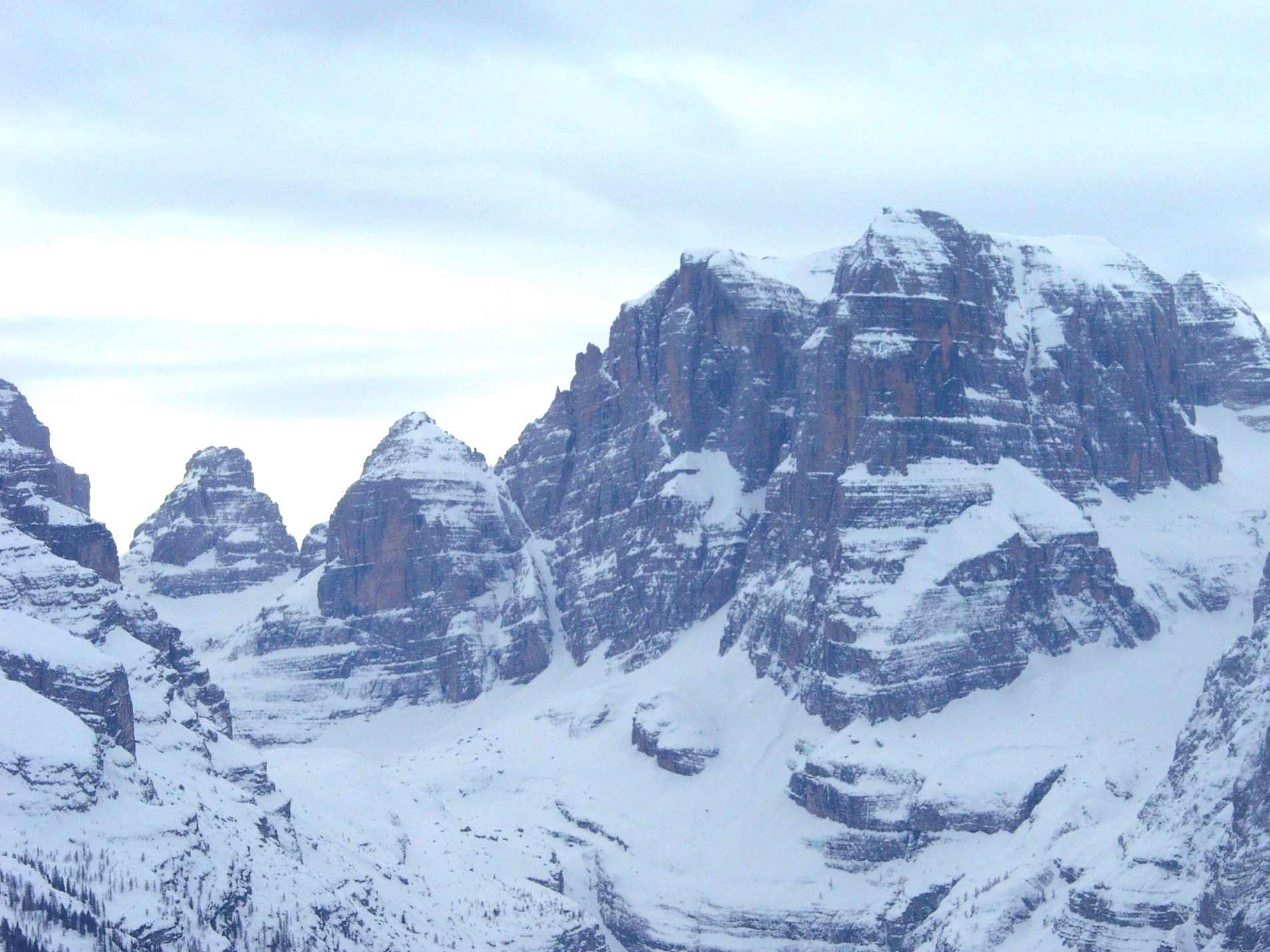
Údolí Val Brenta v mrazivém oparu
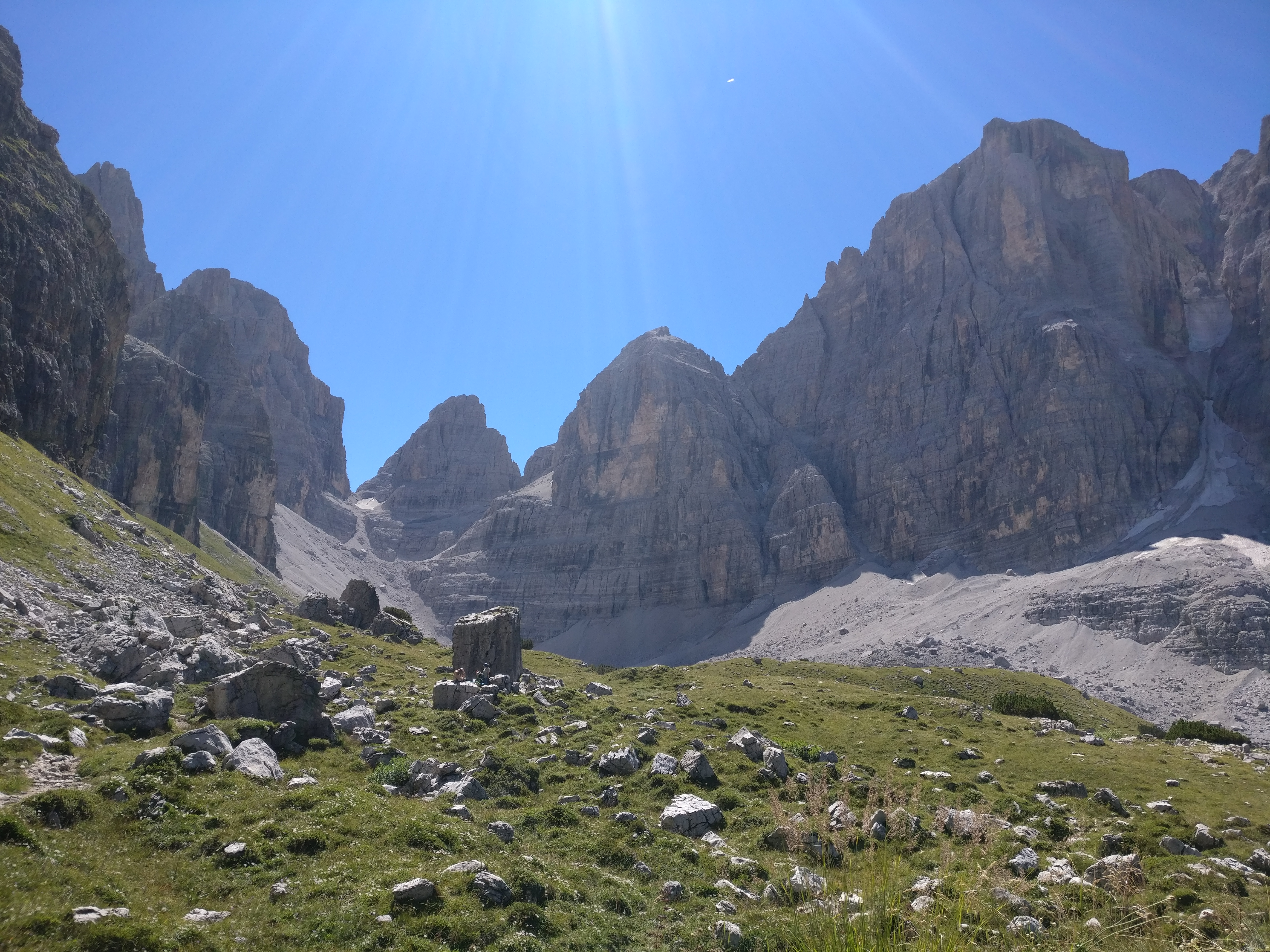
Pohled do letního údolí
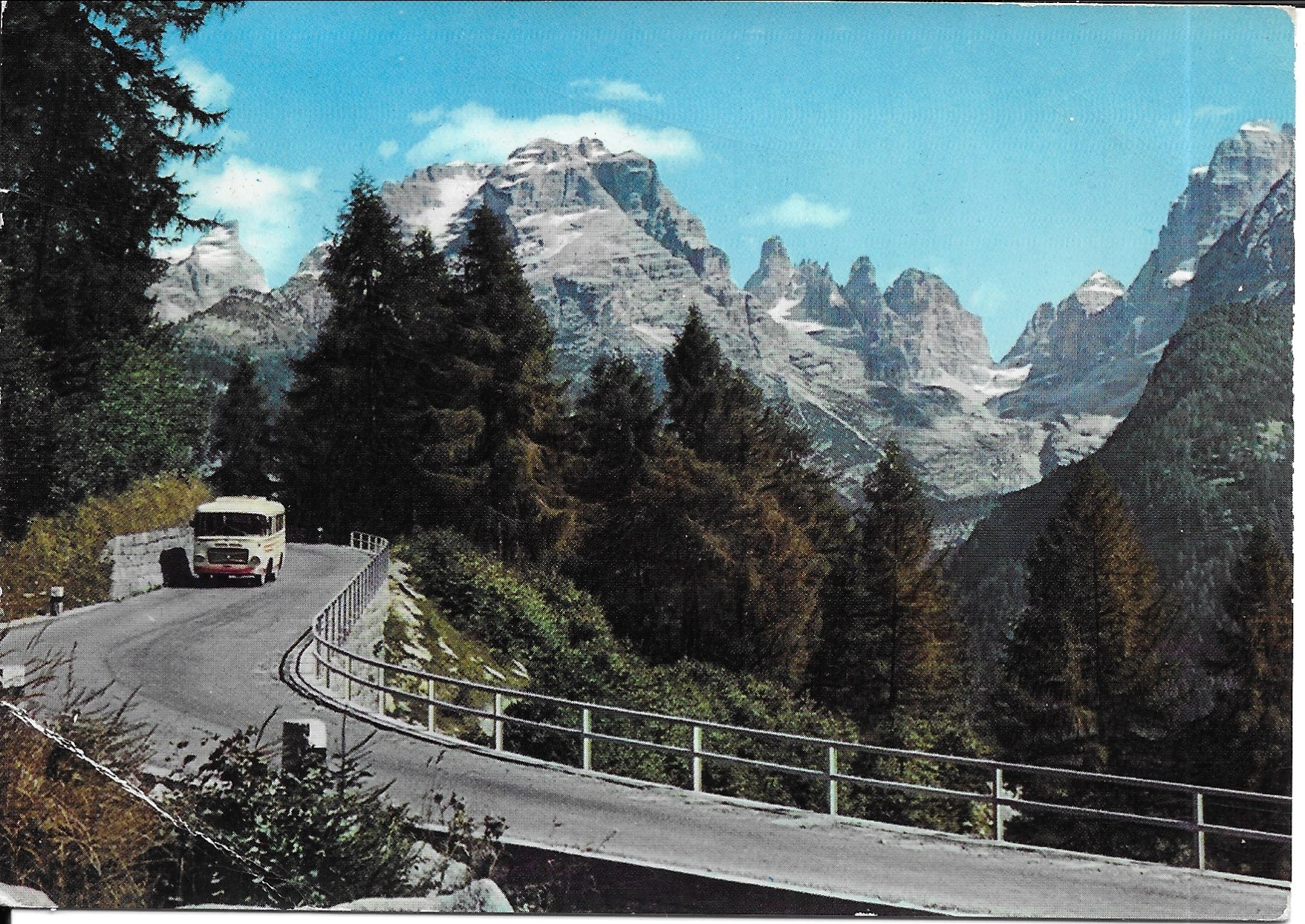
Pohlednice z roku 1962
Na obraze rakouského Tyrolska

#### Podskupina Gaiarda - Altissimo
Při pohledu z východu uvádí scénu bizarních vrcholů centrálního hřbetu masiv s vrcholem Piz Galin. Ten se zvedá povlovně z andalské náhorní plošiny a od rané historie je ikonickou horou města Andalo. Cesta k němu je možná pěším způsobem a okolí jeho vrcholu tvoří náhorní plošina s mělkými sedly a snadno dostupnými vrcholy na okrajích. Nejvyšší horou tohoto systému je Cima dei Lasteri, na západ od Piz Galin. Na jihu je tento systém ohraničen hlubokým údolím Vale delle  Seghe, nad kterým se vypíná nejvyšší kolmá stěna pohoří Brenta, Croz dell'Altissimo. Rovněž západní a severní hranice masivu je hluboká a rozeklaná.  Snadno zdolatelný Piz Galin poskytuje rozhledy do centra pohoří Brenty i na masiv Paganella, stěna Croz dell'Altissimo poskytuje příležitost k nejnáročnějšímu lezení. 

Při pohledu z východu rozděluje Piz Galin centrální pohoří na dvě symetrické části
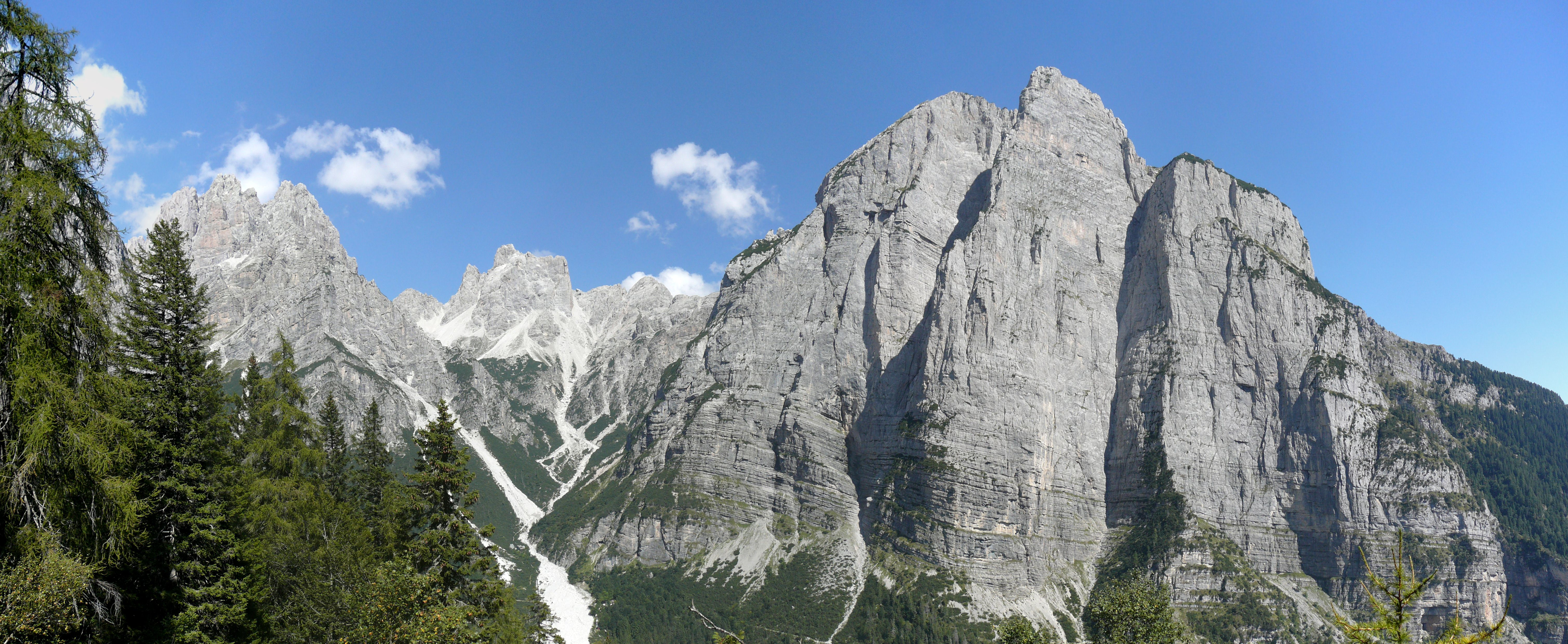
Nejvyšší kolmou stěnu k extrémnímu lezení poskytuje Croz dell'Altissimo

### Jižní skupina
Od Gardských hor, které odděluje hluboký kaňon řeky Sarca, se povlovně a při dlouhotrvajícím stálém sklonu zvedá pohoří Brenta až k nejvyšším vrcholům střední skupiny. Za hraniční bod mezi jižní a střední skupinou je považována Cima Ghez. Jižní část je rozdělena údolím Val di Ambiez na dvě hlavní ramena. Jihovýchodní rameno poskytuje na svém temeni ploché rozsáhlé partie, po nichž lze vystoupat únavným, ale bezpečným způsobem do blízkosti nejvyšších vrcholů. Boky tohoto plochého ramene jsou na severu naopak strmé. Snadný výstup nad strmý útes je zdrojem zájmu o paraglidingové seskoky nad jezerem Molveno. Jižní část pohoří Brenty je domovem vysokého počtu endemických druhů rostlin.

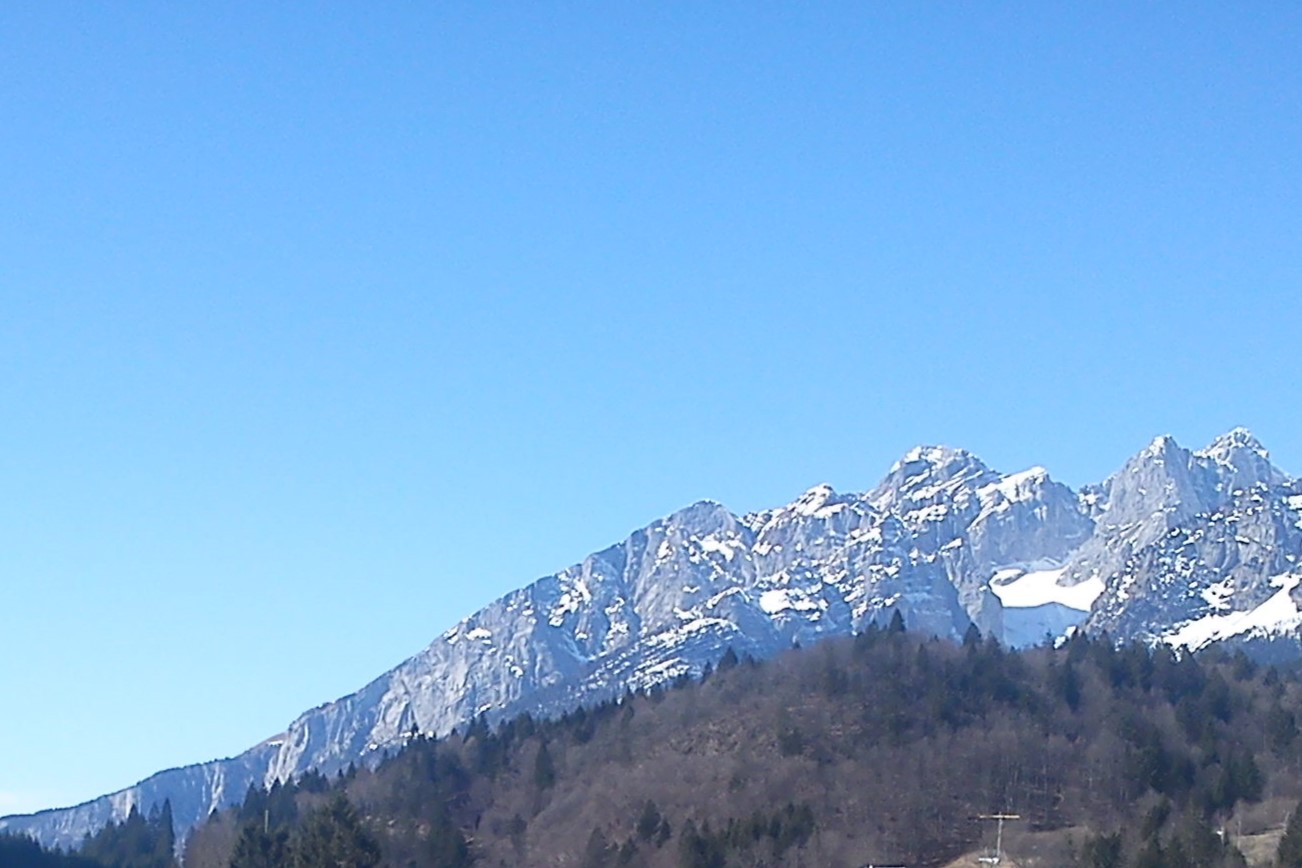
Povlovné nabírání nadmořské výšky směrem k Cima Soran a Cima Ghez
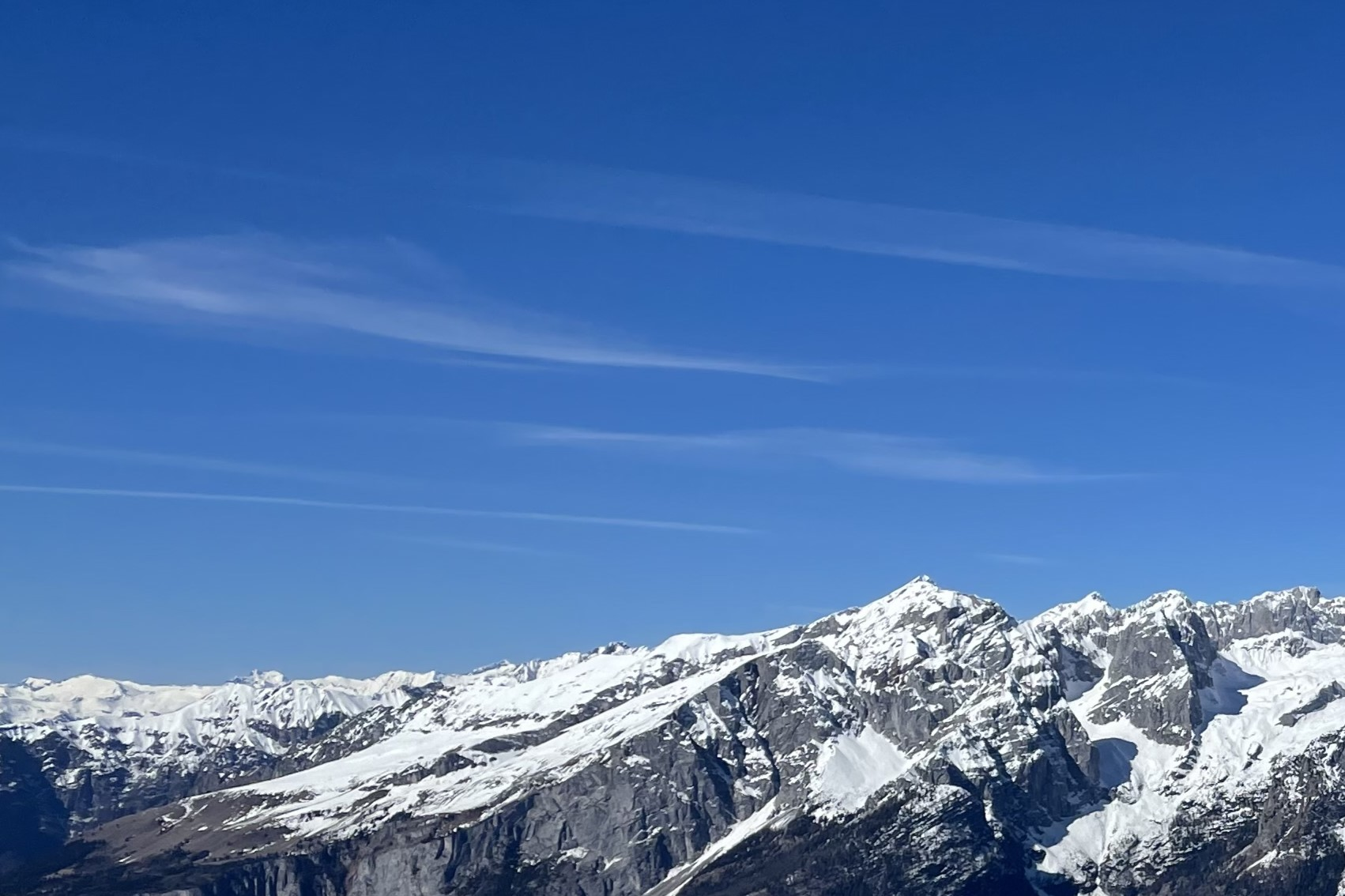
Plochá temena jihovýchodní větve pohoří
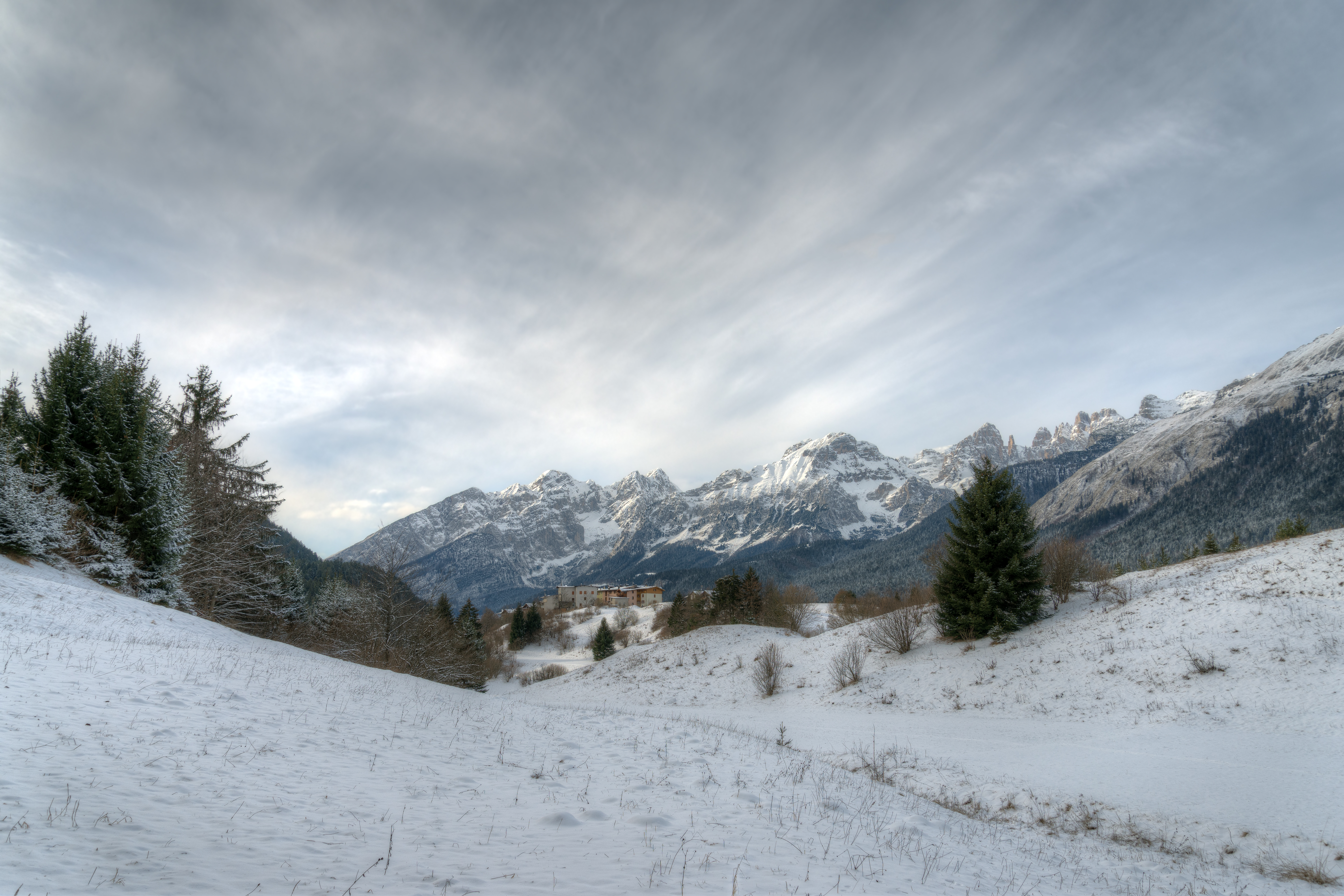
Jižní skupina pohoří Brenta z horské louky nad Andalem
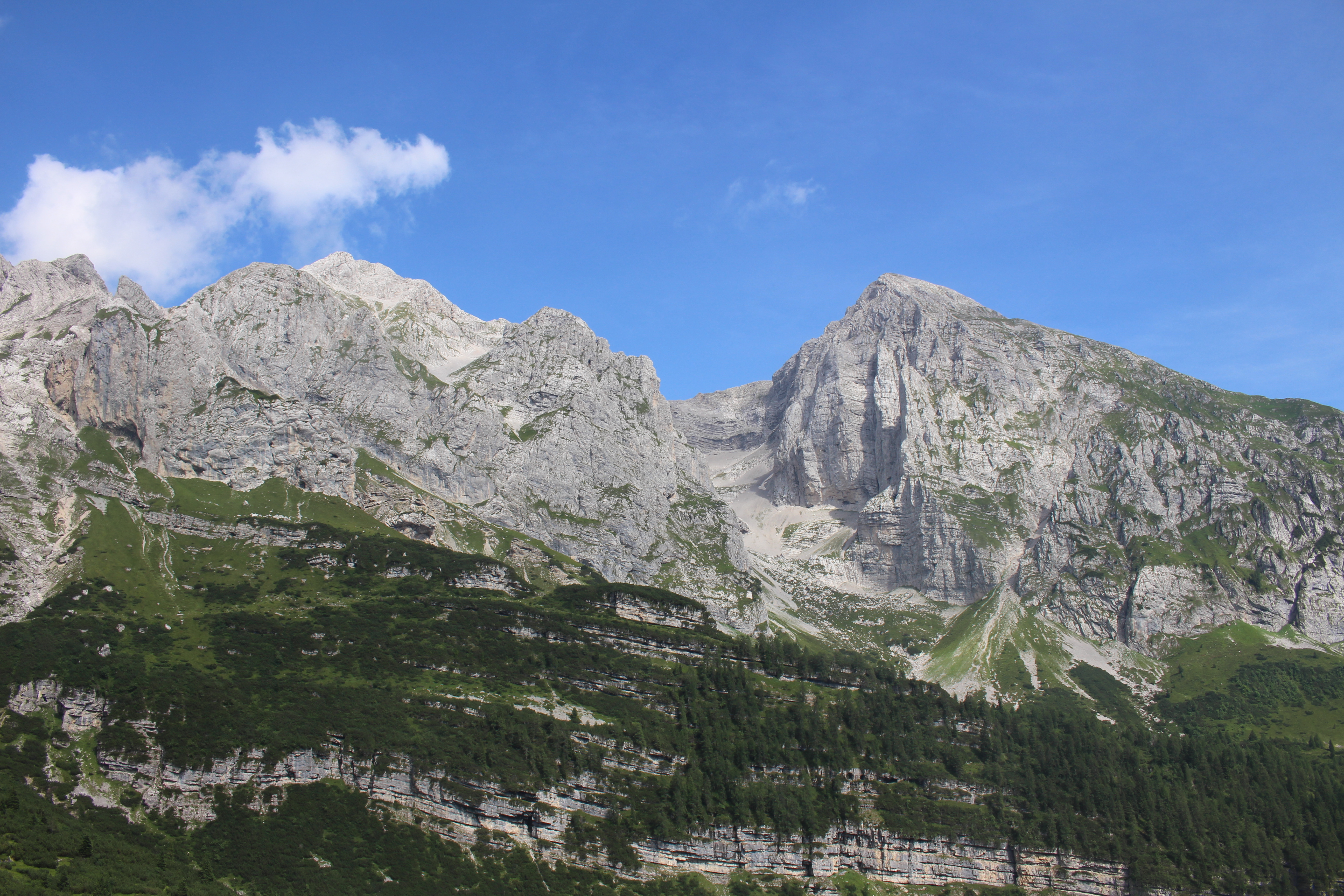
Cima Ghez z údolí Val Ambiez

## Paganella
Masiv Paganella je od centrálního pohoří oddělen náhorní plošinou Andalo-Paganella a údolím Val di Sporeggio. Táhne se souběžně s centrálním pohořím při nadmořské výšce zhruba o tisíc metrů nižší. Západní bok je povlovný, zarostlý lesy a využívaný ke sjezdovému lyžování. Na východě naopak sestupuje prudce do údolí Adiže a je využívána zájemci o náročné lezení.
Bližší informace naleznete v článku Paganella.

Na temeni Paganelly nad údolím Adiže
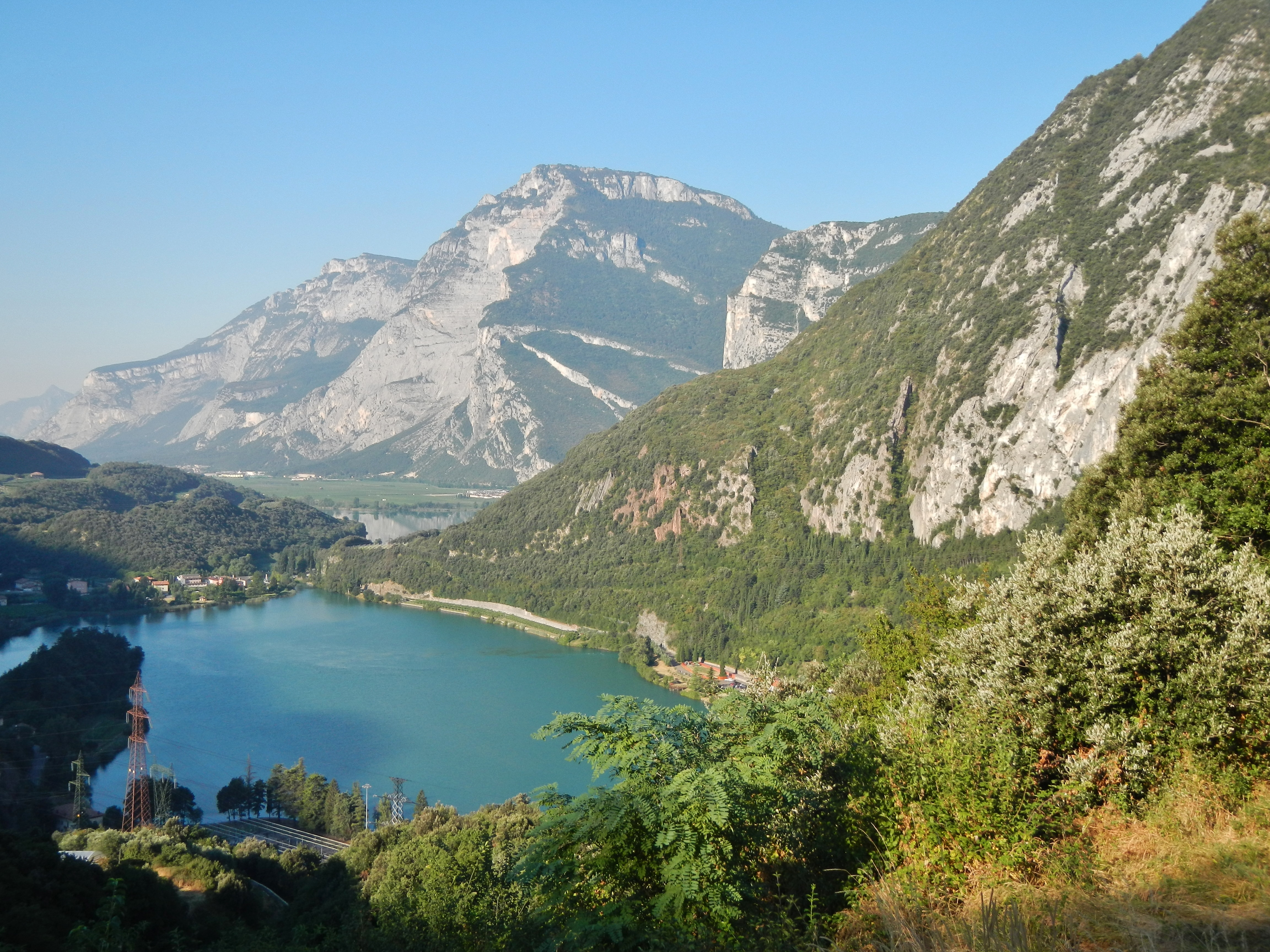
Jezero Santa Massenza
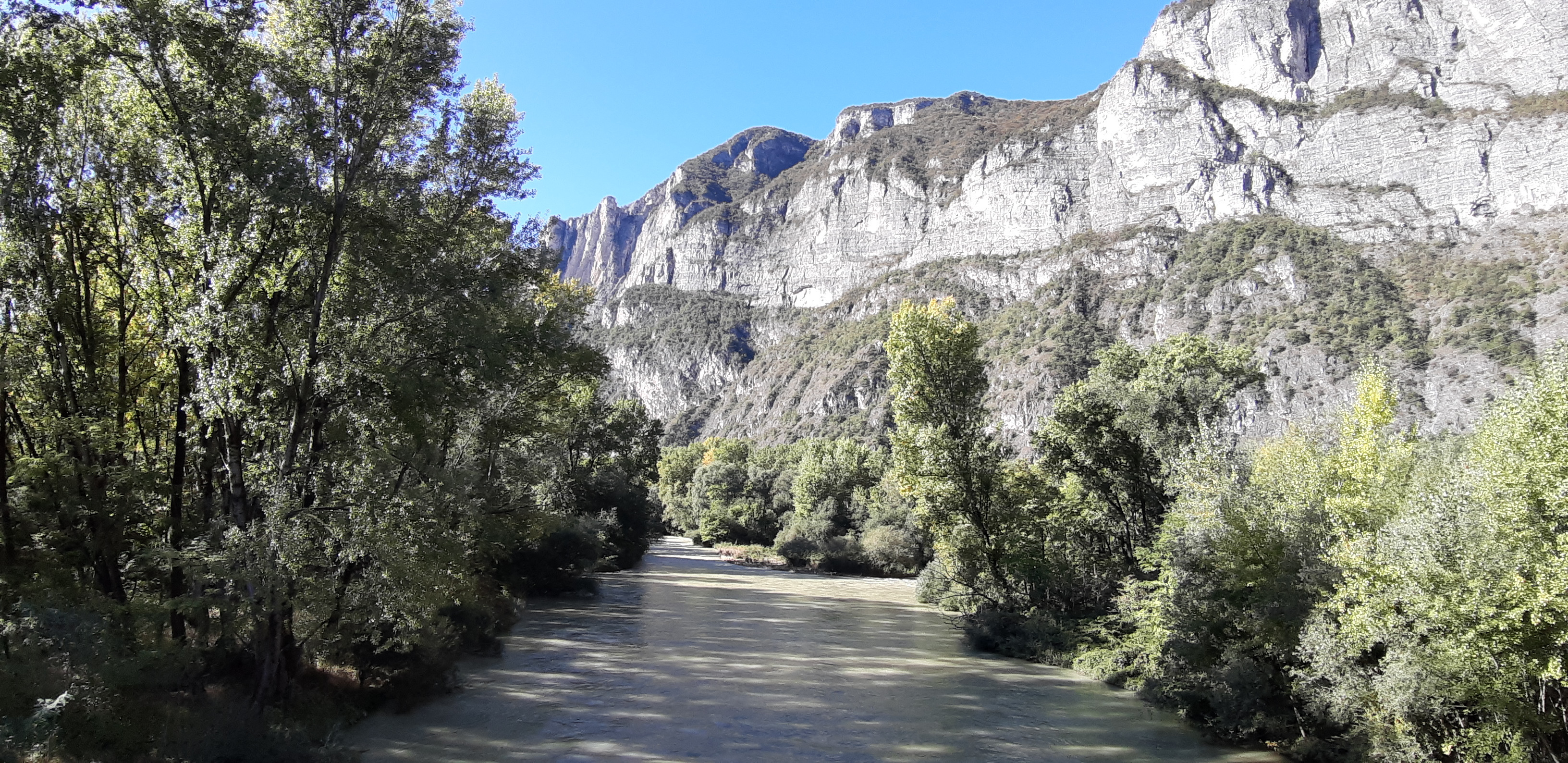
Řeka Noce při úpatí Paganelly v rezervaci La Rupe

## Vrcholy pohoří
```
Přehled nejvyšších a významných vrcholů:
```

- Cima Brenta (3 152 m)
- Cima Tosa (3 136 m)
- Crozzon di Brenta (3 130 m)
- Cima Ambiez (3 102 m)
- Cima Mandron (3 040 m)
- Torre di Brenta (3 015 m)
- Cima Falkner (2 999 m)
- Cima Brenta Alta (2 960 m)
- Campanile Alto (2 937 m)
- Pietra Grande (2 937 m)
- Cima Sella (2 917 m)
- Cima Grostè (2 901 m)
- Campanile Basso (2 883 m)
- Cima Margherita (2 845 m)
- Cima Brenta Bassa (2 809 m)
- Piz Galin (2 442 m)
- Croz dell'Altissimo (2 339 m)
- Paganella (2 125 m)

## Vodstvo
Povrchové vody odtékají v typickém vysokohorském režimu v korytech připravených pro náhlé vzestupy hladiny. Tyto říčky jsou nazývány Torrente, menší potoky Rio. Četným jevem na jejich tocích jsou vodopády. Pro pohyby vod jsou charakteristické i bohaté krasové systémy. Severní oblasti centrálního pohoří napájí řeku Noce, přítok Adiže. Ostatní části pohoří patří do povodí Sarcy. Voda z toků, stékajících po západních a jižních svazích pohoří Brenta však nedotéká do konců svých údolí, ale končí ve sběrném systému povrchových vod, který vody odvádí do podzemního tunelu, ústícího nad hladinou jezera Molveno. Tyto vody jsou dále z jezera Molveno odváděny podzemním tunelem skrz masiv Paganella do podzemní elektrárny na jejím úpatí. Spodní hladinu pro výkon turbín tvoří jezero Santa Massenza. Systém sběru povrchových vod o délce 43 km je světovým unikátem a špičková vodní elektrárna Santa Massenza byla v době uvedení do provozu druhou nejvýkonnější v Evropě.
Nejrozlehlejším a nejhlubším jezerem je Molveno, jehož turistickou hodnotu narušuje denní kolísání hladiny vlivem provozu elektrárny. V údolí Val di Tovel se nalézá jezero Tovel o rozloze 38 ha a hloubce 38 m, které je proslavené červeným zabarvením letních vod vlivem řas. Jezero Andalo při severním okraji města Andalo je proslulé svým periodickým chováním od naplnění po vyschnutí a je jediným periodickým jezerem v provincii Trento.  

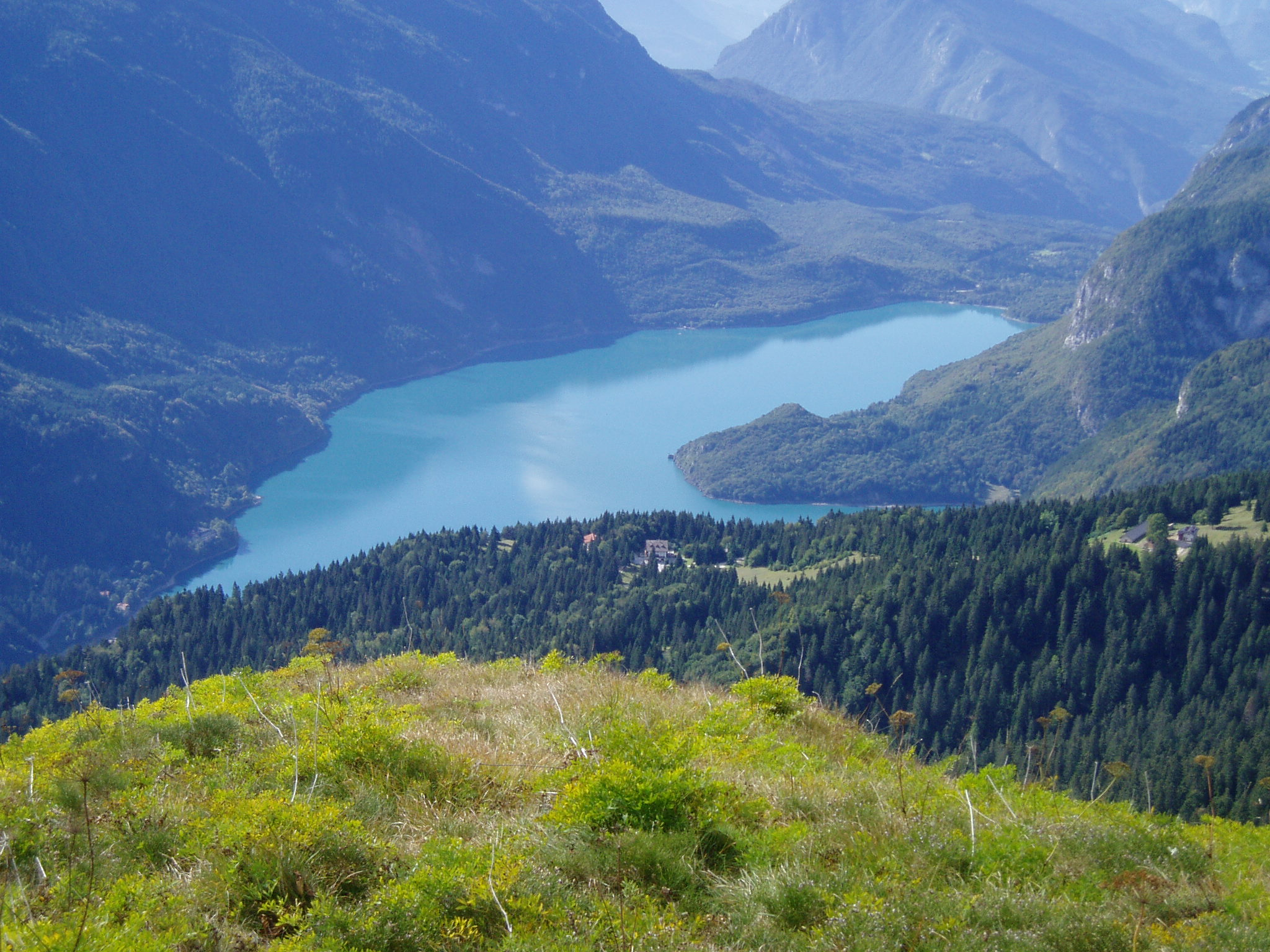
Jezero Molveno
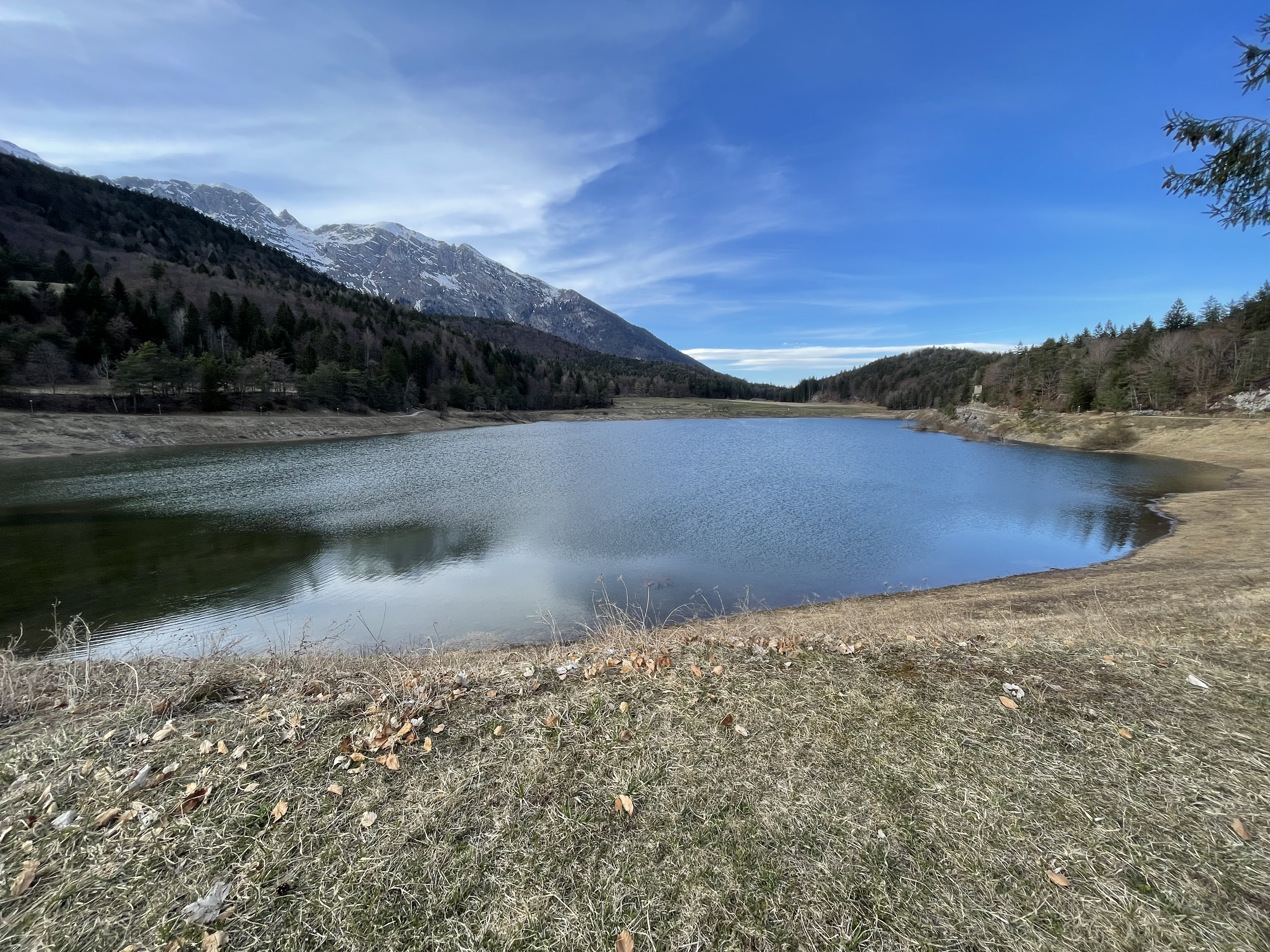
Jezero Andalo v době plnění sněhovými vodami
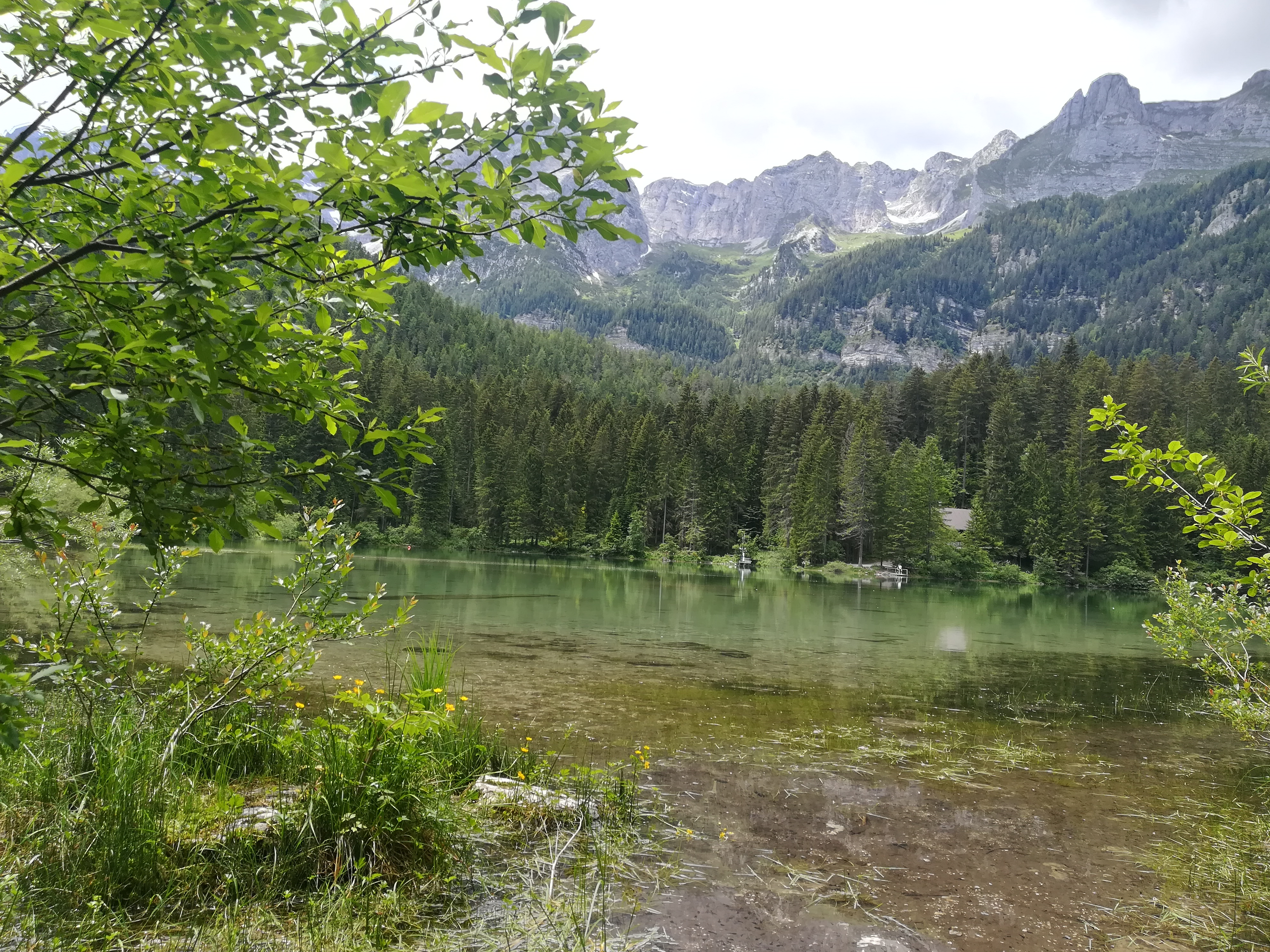
Jezero Tovel
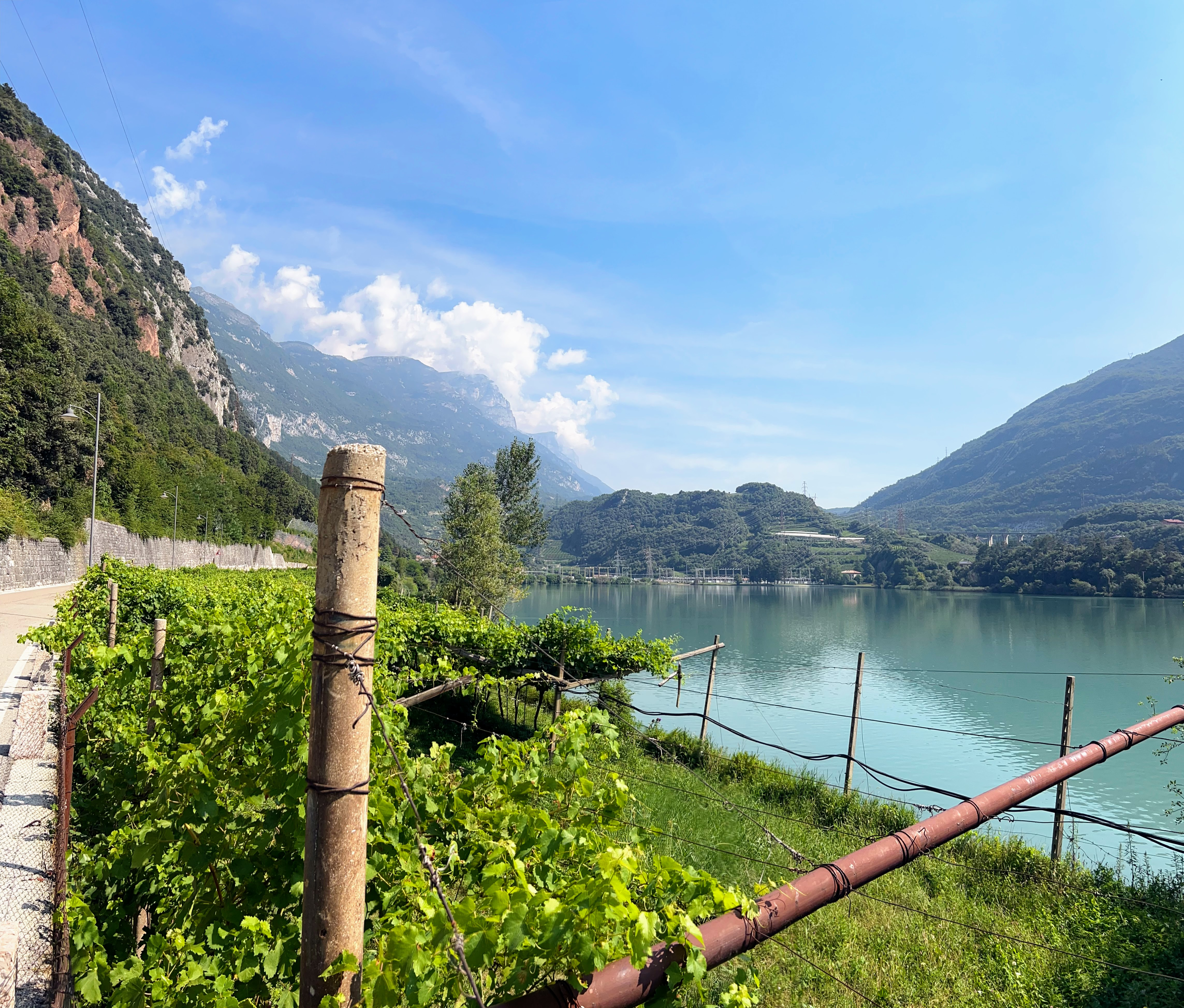
Jezero Santa Massenza s elektrárnou Santa Massenza

## Historie
Ve srovnání s jinými horskými skupinami v Alpách byla Brenta prozkoumávána poměrně pozdě. Časem to ale byli největší horolezci, kteří čelili výzvám tohoto pohoří. V roce 1834 přicestoval do hor Brenty irský botanik a znalec švýcarských Alp John Ball. Jako první ve snaze dosáhnout Cima Tosa překonal průsmyk Bocca di Brenta. První výstup na vrchol pohoří provedl právník, botanik a horolezec Giuseppe Loss, když 20. července 1835 dosáhl vrcholu Cima Tosa. Nejvyšší kolmou stěnu, 900 m vysoký stupeň na jihozápadní Croz dell’Altissimo, provedl Angelo Dibona v létě 1910.
Pohoří Brenta se nalézá na území národnostních sporů, které se mimořádně intenzivně rozvíjely právě v době dobývání prvních vrcholů. Brzy se rozvinul nepsaný souboj mezi italskými a rakouskými horolezci ve stavbě chat i zdolávání vrcholů, který v menší míře trvá doposud. Když v roce 1889 byl téměř třítisícový vrchol pojmenován po horolezci, ale také garibaldistovi Falknerovi, následovala reakce rakouské horolezecké organizace v podobě přejmenování Cima Brenta na Kaiser Franz Josefs Spitze .
Výchozím bodem pro cesty po Brentě se stala Madonna di Campiglio, spojená s okolními sídly silnicí. Obchodník se dřevem zde v polovině 19. století přeměnil horské útočiště v hotel a koncem 19. století se Madonna stala dějištěm letních prázdnin nejvyšší vídeňské aristokracie, včetně císařského dvora. Místo navštívil i sám císař František Josef I. Císařovna Alžběta, řečená Sisi, byla vášnivou pěší turistkou a oblíbila si zejména cesty po úpatí Pietra Grande. Geologická lokalita v těchto místech byla pojmenována právě po ní Orti della Regina – Královniny zahrádky.
Na tradici letních dovolených v Madonně v 19. století navázalo ve 20. století budování střediska zimních i letních sportů. Od padesátých let se na opačné straně pohoří rychle rozrostlo nové středisko Andalo, využívající svahů Paganelly.

## Turistika

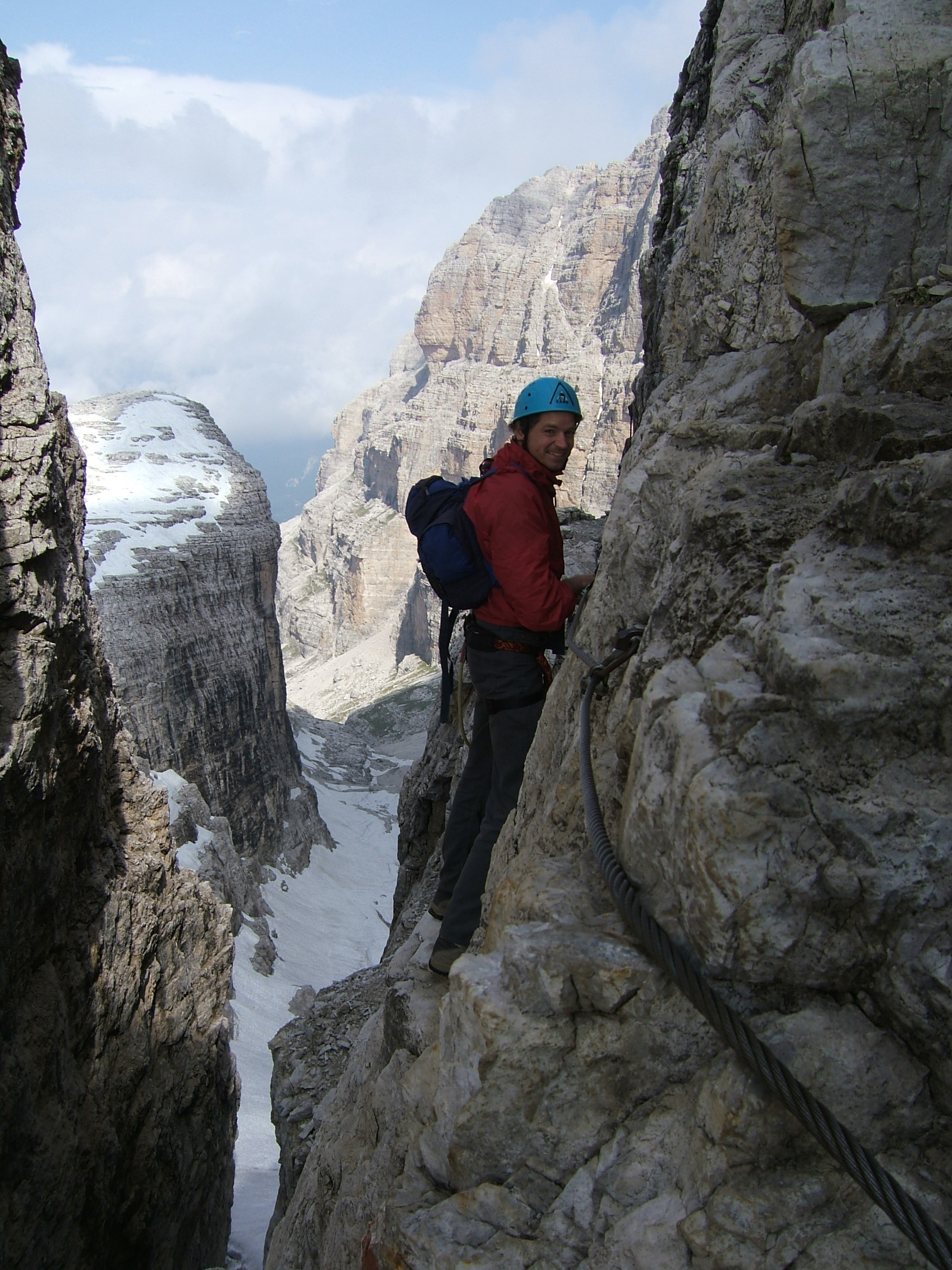
Na Via Bocchette Centrale

Madonna di Campiglio poskytuje 150 km a Andalo 50 km sjezdovek všech obtížností s úměrně bohatou sítí kabinových i sedačkových lanovek. Celé pohoří je doslova protkáno hustou sítí značených cest. Některé z nich jsou zajištěné. Nejznámější ferratou Brenty je slavná dálková cesta Sentiero delle Bocchette (Via Bocchette) vedoucí napříč celým pohořím. Její překonání je mezi příznivci zajištěných cest vyhlášené. 

### Chaty
- Rifugio Alimonti (2600 m)
- Rifugio Stoppani (2500 m)
- Rifugio Tosa (2496 m) též zvaná Pedrotti
- Rifugio XII Apostoli (2489 m)
- Rifugio Agostini (2410 m) též zvaná Ambiez
- Rifugio Tuckett (2268 m)
- Rifugio Graffer (2261 m)
- Rifugio Brentei (2120 m)
- Rifugio Peller (2022 m)
- Rifugio Casinei (1850 m)
- Rifugio Vallesinella (1513 m)

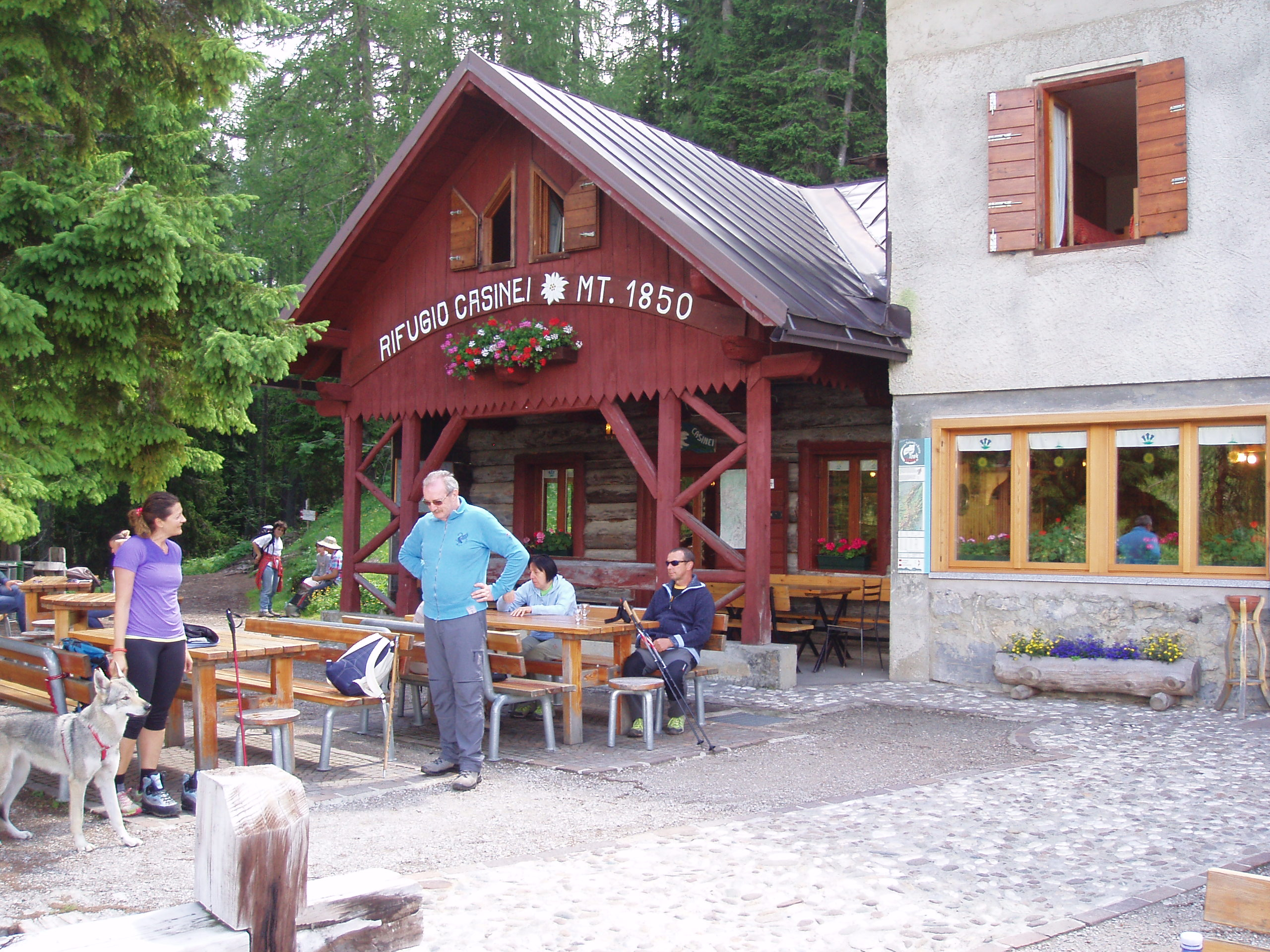
Rifugio Casinei
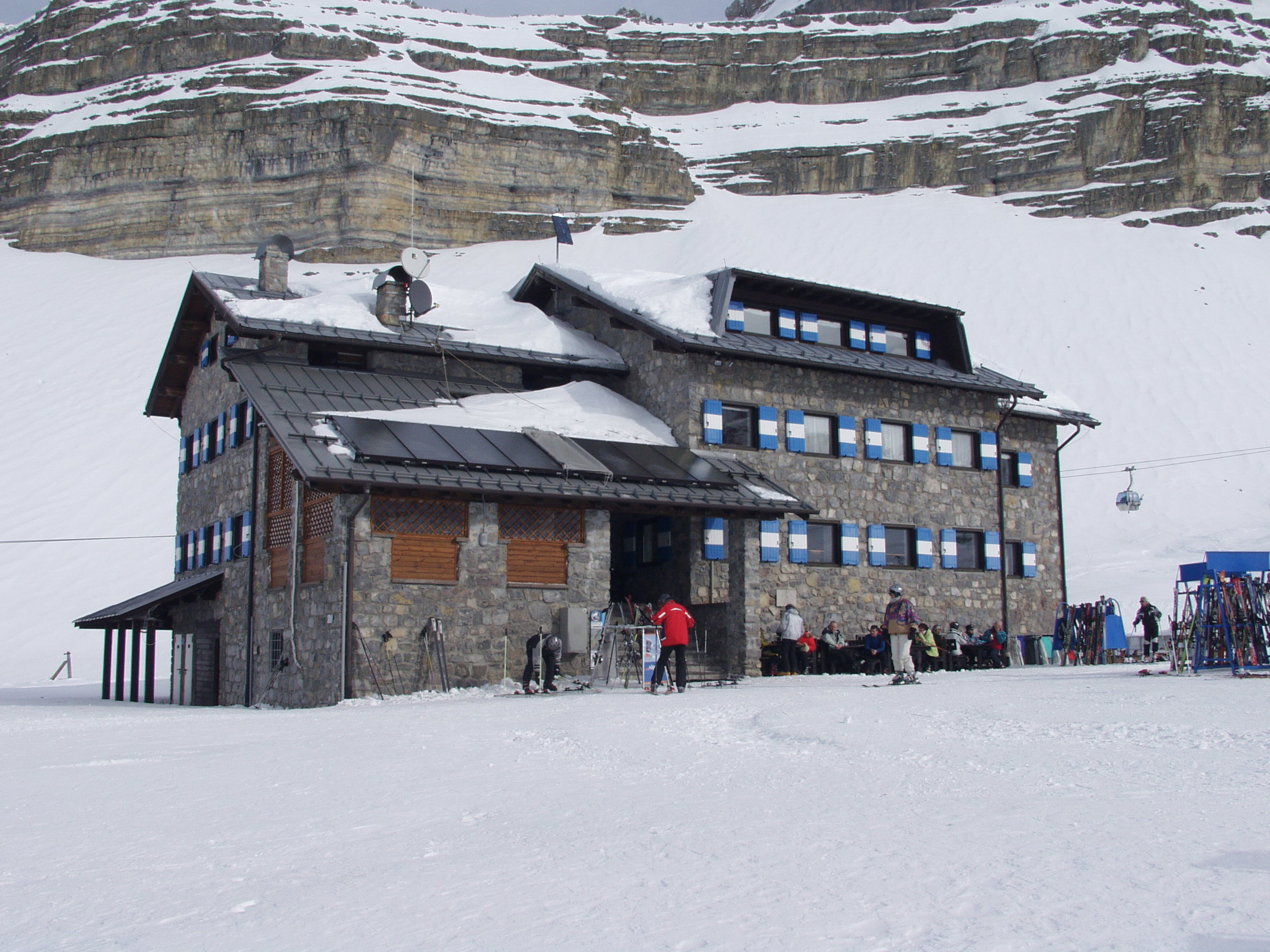
Rifugio Graffer
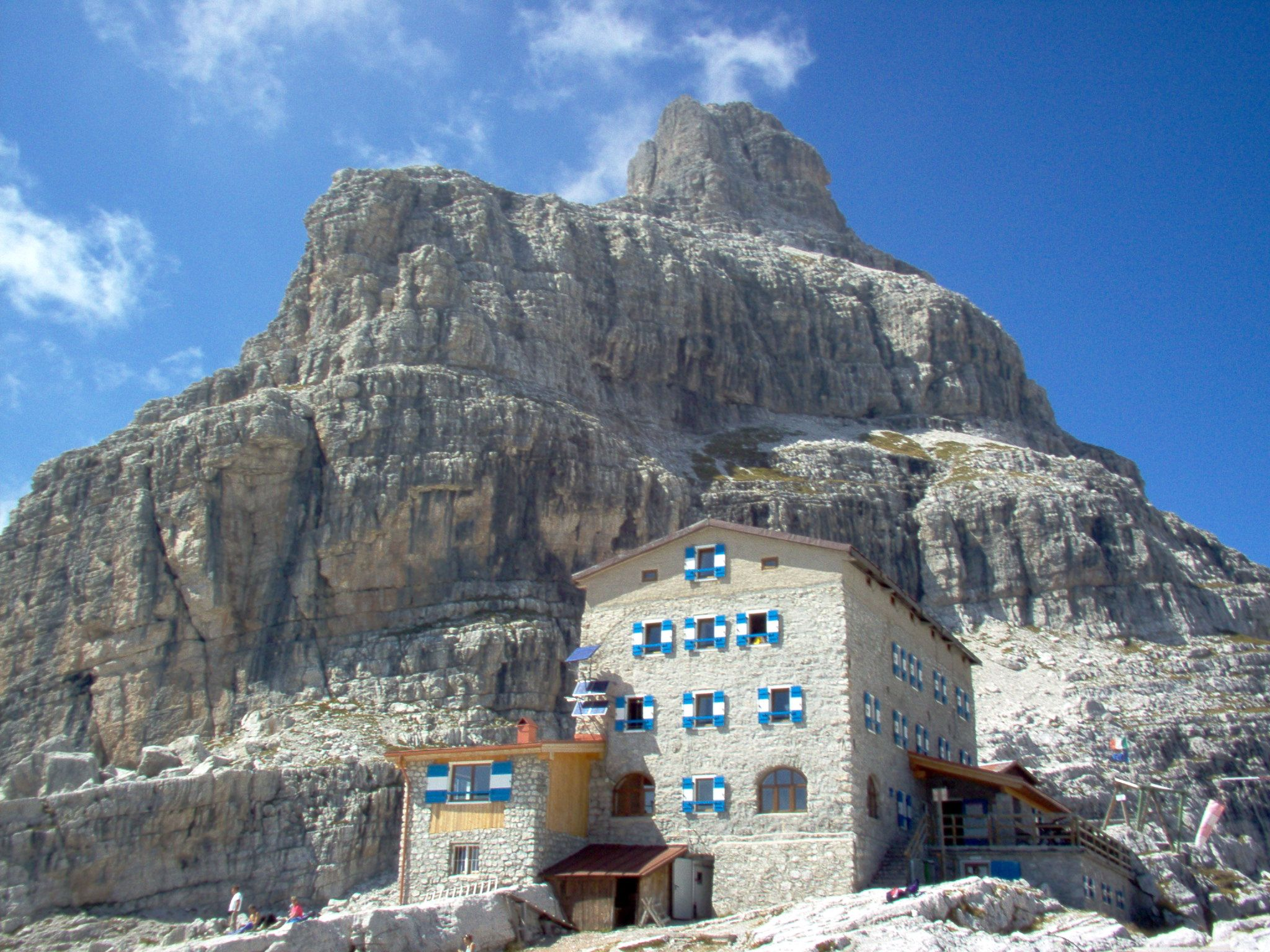
Rifugio Pedrotti
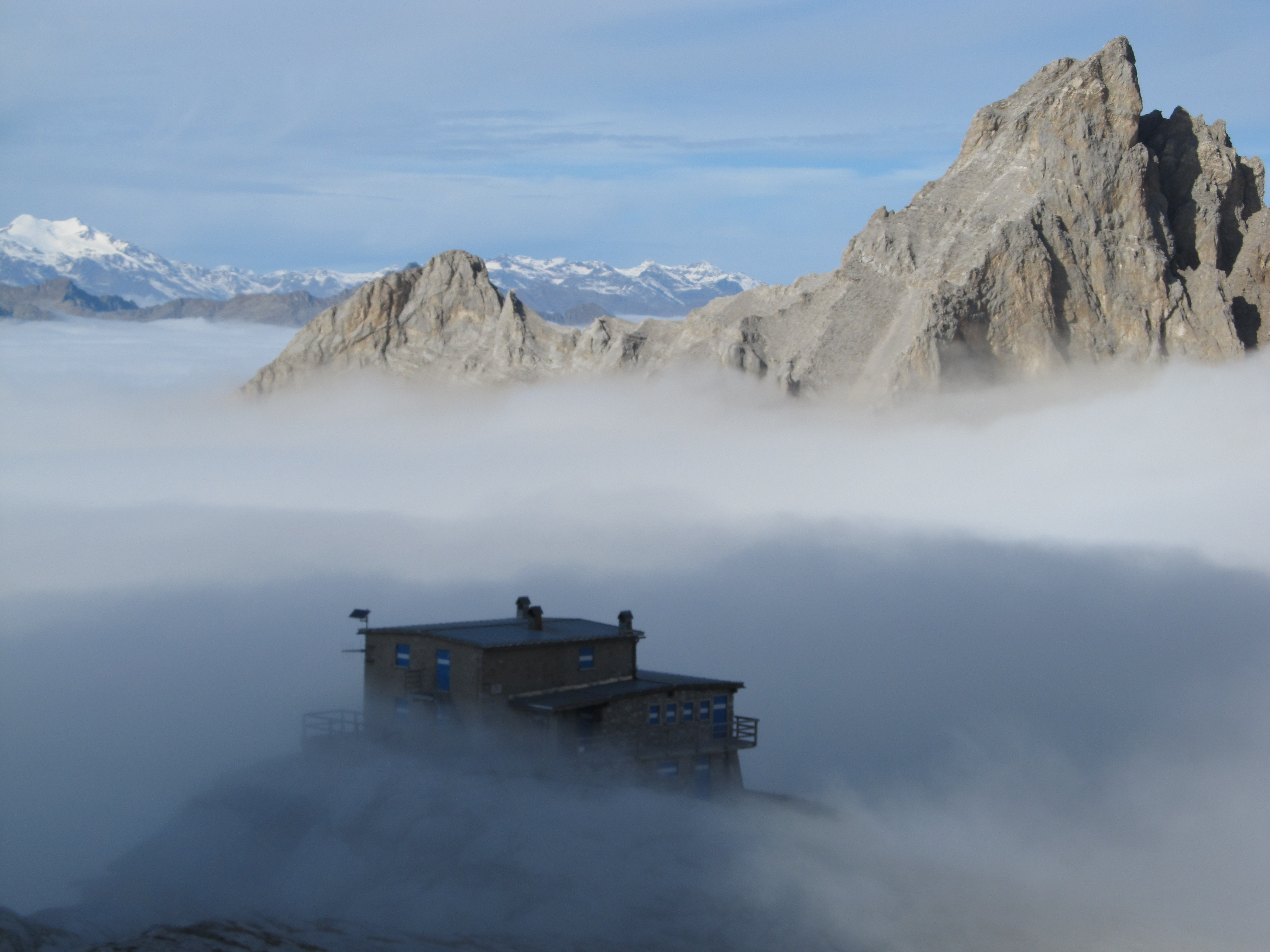
Rifugio 12 Apostoli